# Llista d'asteroides (333001-334000)
Llista d'asteroides del 333.001 al 334.000, amb data de descoberta i descobridor. És un fragment de la llista d'asteroides completa. Als asteroides se'ls dona un número quan es confirma la seva òrbita, per tant apareixen llistats aproximadament segons la data de descobriment.

## 333001-333100
| Nom    | Designació provisional | Data de descobriment   | Lloc de descobriment | Descobridor/s                                          |
| ------ | ---------------------- | ---------------------- | -------------------- | ------------------------------------------------------ |
| 333001 | 2011 HB38              | 11 de setembre de 2007 | Mount Lemmon         | Mt. Lemmon Survey                                      |
| 333002 | 2011 HW53              | 20 de novembre de 2001 | Socorro              | LINEAR                                                 |
| 333003 | 2011 HP58              | 27 d'octubre de 2008   | Mount Lemmon         | Mt. Lemmon Survey                                      |
| 333004 | 2011 HJ69              | 11 de març de 2005     | Kitt Peak            | Spacewatch                                             |
| 333005 | 2011 JV15              | 13 de febrer de 2010   | Mount Lemmon         | Mt. Lemmon Survey                                      |
| 333006 | 2011 KK24              | 16 de febrer de 2004   | Kitt Peak            | Spacewatch                                             |
| 333007 | 2011 LT25              | 3 d'octubre de 2002    | Palomar              | NEAT                                                   |
| 333008 | 2011 LN28              | 7 d'octubre de 2007    | Kitt Peak            | Spacewatch                                             |
| 333009 | 2011 OU3               | 21 de maig de 2006     | Kitt Peak            | Spacewatch                                             |
| 333010 | 2011 OJ4               | 20 de juny de 2007     | Kitt Peak            | Spacewatch                                             |
| 333011 | 2011 OB55              | 12 de setembre de 2007 | Catalina             | CSS                                                    |
| 333012 | 2011 PP7               | 17 de març de 2005     | Kitt Peak            | Spacewatch                                             |
| 333013 | 2011 PY11              | 14 de març de 2004     | Kitt Peak            | Spacewatch                                             |
| 333014 | 2011 QA2               | 22 de setembre de 2003 | Kitt Peak            | Spacewatch                                             |
| 333015 | 2011 QQ11              | 15 de setembre de 2007 | Catalina             | CSS                                                    |
| 333016 | 2011 QY14              | 19 de setembre de 2007 | Kitt Peak            | Spacewatch                                             |
| 333017 | 2011 QG26              | 11 de març de 1997     | Socorro              | LINEAR                                                 |
| 333018 | 2011 QE28              | 14 de setembre de 2007 | Mount Lemmon         | Mt. Lemmon Survey                                      |
| 333019 | 2011 QT60              | 14 d'octubre de 2004   | Kitt Peak            | Spacewatch                                             |
| 333020 | 2011 QC62              | 22 d'octubre de 2003   | Kitt Peak            | Spacewatch                                             |
| 333021 | 2011 QU64              | 16 de febrer de 2001   | Kitt Peak            | Spacewatch                                             |
| 333022 | 2011 QB79              | 4 de febrer de 2005    | Kitt Peak            | Spacewatch                                             |
| 333023 | 2011 RN1               | 25 de juny de 2007     | Kitt Peak            | Spacewatch                                             |
| 333024 | 2011 RK13              | 23 d'agost de 2007     | Dauban               | F. Kugel                                               |
| 333025 | 2011 RW14              | 22 de setembre de 2003 | Kitt Peak            | Spacewatch                                             |
| 333026 | 2011 RR18              | 4 d'octubre de 1999    | Kitt Peak            | Spacewatch                                             |
| 333027 | 2011 SC12              | 11 d'octubre de 1977   | Palomar              | C. J. van Houten, I. van Houten-Groeneveld, T. Gehrels |
| 333028 | 2011 SL29              | 3 de desembre de 2005  | Mauna Kea            | A. Boattini                                            |
| 333029 | 2011 SK32              | 18 de juliol de 2007   | Mount Lemmon         | Mt. Lemmon Survey                                      |
| 333030 | 2011 SR32              | 10 d'agost de 2007     | Kitt Peak            | Spacewatch                                             |
| 333031 | 2011 SX42              | 27 de gener de 2010    | WISE                 | WISE                                                   |
| 333032 | 2011 SC65              | 3 d'octubre de 2003    | Kitt Peak            | Spacewatch                                             |
| 333033 | 2011 SO66              | 15 de setembre de 2007 | Mount Lemmon         | Mt. Lemmon Survey                                      |
| 333034 | 2011 SL72              | 10 d'octubre de 2007   | Kitt Peak            | Spacewatch                                             |
| 333035 | 2011 SX90              | 31 d'octubre de 2007   | Mount Lemmon         | Mt. Lemmon Survey                                      |
| 333036 | 2011 SC91              | 13 de setembre de 2007 | Mount Lemmon         | Mt. Lemmon Survey                                      |
| 333037 | 2011 SX91              | 3 de setembre de 2007  | Catalina             | CSS                                                    |
| 333038 | 2011 SM103             | 16 de gener de 2005    | Kitt Peak            | Spacewatch                                             |
| 333039 | 2011 SZ106             | 25 de febrer de 2006   | Kitt Peak            | Spacewatch                                             |
| 333040 | 2011 SF115             | 24 de maig de 2006     | Mount Lemmon         | Mt. Lemmon Survey                                      |
| 333041 | 2011 SY115             | 9 d'octubre de 1999    | Kitt Peak            | Spacewatch                                             |
| 333042 | 2011 SW119             | 3 de setembre de 2007  | Catalina             | CSS                                                    |
| 333043 | 2011 SU129             | 20 de desembre de 2004 | Mount Lemmon         | Mt. Lemmon Survey                                      |
| 333044 | 2011 SP131             | 20 de maig de 2006     | Kitt Peak            | Spacewatch                                             |
| 333045 | 2011 SE134             | 10 d'agost de 2007     | Kitt Peak            | Spacewatch                                             |
| 333046 | 2011 SQ135             | 21 de març de 2002     | Kitt Peak            | Spacewatch                                             |
| 333047 | 2011 SL144             | 18 de gener de 2005    | Catalina             | CSS                                                    |
| 333048 | 2011 SS164             | 28 de desembre de 2003 | Socorro              | LINEAR                                                 |
| 333049 | 2011 SP168             | 26 d'abril de 2003     | Kitt Peak            | Spacewatch                                             |
| 333050 | 2011 SA174             | 11 de març de 2005     | Mount Lemmon         | Mt. Lemmon Survey                                      |
| 333051 | 2011 SA185             | 9 d'abril de 1996      | Kitt Peak            | Spacewatch                                             |
| 333052 | 2011 SQ185             | 20 d'octubre de 2007   | Mount Lemmon         | Mt. Lemmon Survey                                      |
| 333053 | 2011 SV185             | 11 d'octubre de 2007   | Kitt Peak            | Spacewatch                                             |
| 333054 | 2011 SK200             | 6 de maig de 2006      | Mount Lemmon         | Mt. Lemmon Survey                                      |
| 333055 | 2011 SC223             | 15 de setembre de 2007 | Mount Lemmon         | Mt. Lemmon Survey                                      |
| 333056 | 2011 SE226             | 16 d'octubre de 2007   | Mount Lemmon         | Mt. Lemmon Survey                                      |
| 333057 | 2011 SO234             | 12 de setembre de 2007 | Mount Lemmon         | Mt. Lemmon Survey                                      |
| 333058 | 2011 SD255             | 12 de febrer de 2004   | Kitt Peak            | Spacewatch                                             |
| 333059 | 2011 SG261             | 25 de febrer de 2006   | Mount Lemmon         | Mt. Lemmon Survey                                      |
| 333060 | 2011 TF                | 19 de març de 2001     | Anderson Mesa        | LONEOS                                                 |
| 333061 | 2011 TD13              | 19 de desembre de 2004 | Mount Lemmon         | Mt. Lemmon Survey                                      |
| 333062 | 2011 TZ14              | 19 d'abril de 2006     | Kitt Peak            | Spacewatch                                             |
| 333063 | 2011 UQ9               | 17 de setembre de 2006 | Kitt Peak            | Spacewatch                                             |
| 333064 | 2011 UG15              | 12 de setembre de 2007 | Catalina             | CSS                                                    |
| 333065 | 2011 UX17              | 13 de setembre de 2007 | Mount Lemmon         | Mt. Lemmon Survey                                      |
| 333066 | 2011 UP21              | 19 de setembre de 2007 | Dauban               | F. Kugel                                               |
| 333067 | 2011 UE27              | 26 de gener de 2001    | Kitt Peak            | Spacewatch                                             |
| 333068 | 2011 UM36              | 18 de setembre de 2003 | Kitt Peak            | Spacewatch                                             |
| 333069 | 2011 US46              | 7 d'octubre de 2005    | Mauna Kea            | A. Boattini                                            |
| 333070 | 2011 UK48              | 15 d'octubre de 2007   | Kitt Peak            | Spacewatch                                             |
| 333071 | 2011 UZ49              | 19 d'octubre de 2003   | Kitt Peak            | Spacewatch                                             |
| 333072 | 2011 UJ53              | 1 de gener de 2009     | Kitt Peak            | Spacewatch                                             |
| 333073 | 2011 UA59              | 31 d'octubre de 1999   | Kitt Peak            | Spacewatch                                             |
| 333074 | 2011 UP65              | 18 de setembre de 2007 | Kitt Peak            | Spacewatch                                             |
| 333075 | 2011 UV71              | 8 d'octubre de 2004    | Kitt Peak            | Spacewatch                                             |
| 333076 | 2011 UL80              | 16 d'octubre de 2007   | Mount Lemmon         | Mt. Lemmon Survey                                      |
| 333077 | 2011 UW98              | 20 de setembre de 2003 | Palomar              | NEAT                                                   |
| 333078 | 2011 UN108             | 28 d'agost de 2005     | Anderson Mesa        | LONEOS                                                 |
| 333079 | 2011 UP112             | 20 d'octubre de 2007   | Mount Lemmon         | Mt. Lemmon Survey                                      |
| 333080 | 2011 UE119             | 2 d'octubre de 1992    | Kitt Peak            | Spacewatch                                             |
| 333081 | 2011 UM122             | 13 de setembre de 2007 | Mount Lemmon         | Mt. Lemmon Survey                                      |
| 333082 | 2011 UT126             | 13 de gener de 2005    | Catalina             | CSS                                                    |
| 333083 | 2011 UT129             | 6 de maig de 2006      | Kitt Peak            | Spacewatch                                             |
| 333084 | 2011 UH131             | 29 d'abril de 2003     | Socorro              | LINEAR                                                 |
| 333085 | 2011 UM131             | 18 de setembre de 2003 | Kitt Peak            | Spacewatch                                             |
| 333086 | 2011 UU161             | 11 de setembre de 2007 | Kitt Peak            | Spacewatch                                             |
| 333087 | 2011 UK164             | 24 de febrer de 2006   | Kitt Peak            | Spacewatch                                             |
| 333088 | 2011 UM166             | 17 de gener de 2005    | Kitt Peak            | Spacewatch                                             |
| 333089 | 2011 UD175             | 7 de gener de 2006     | Mount Lemmon         | Mt. Lemmon Survey                                      |
| 333090 | 2011 UE179             | 17 de novembre de 2006 | Kitt Peak            | Spacewatch                                             |
| 333091 | 2011 UX222             | 19 de setembre de 1998 | Apache Point         | Sloan Digital Sky Survey                               |
| 333092 | 2011 UG225             | 20 de febrer de 2006   | Kitt Peak            | Spacewatch                                             |
| 333093 | 2011 UN238             | 17 de novembre de 1993 | Kitt Peak            | Spacewatch                                             |
| 333094 | 2011 UU239             | 22 de febrer de 2006   | Kitt Peak            | Spacewatch                                             |
| 333095 | 2011 UA246             | 11 de març de 2002     | Palomar              | NEAT                                                   |
| 333096 | 2011 UC248             | 13 de setembre de 2007 | Mount Lemmon         | Mt. Lemmon Survey                                      |
| 333097 | 2011 UT248             | 8 de març de 2005      | Mount Lemmon         | Mt. Lemmon Survey                                      |
| 333098 | 2011 UA274             | 11 de desembre de 2004 | Kitt Peak            | Spacewatch                                             |
| 333099 | 2011 UT274             | 17 de febrer de 2004   | Kitt Peak            | Spacewatch                                             |
| 333100 | 2011 UL283             | 13 de gener de 2005    | Kitt Peak            | Spacewatch                                             |

## 333101-333200
| Nom    | Designació provisional | Data de descobriment   | Lloc de descobriment | Descobridor/s            |
| ------ | ---------------------- | ---------------------- | -------------------- | ------------------------ |
| 333101 | 2011 UE298             | 14 de setembre de 2007 | Mount Lemmon         | Mt. Lemmon Survey        |
| 333102 | 2011 UZ298             | 8 de setembre de 2004  | Palomar              | NEAT                     |
| 333103 | 2011 UY307             | 23 de desembre de 2000 | Apache Point         | Sloan Digital Sky Survey |
| 333104 | 2011 UF308             | 24 d'agost de 2000     | Socorro              | LINEAR                   |
| 333105 | 2011 UU309             | 22 d'octubre de 2003   | Kitt Peak            | Spacewatch               |
| 333106 | 2011 UG311             | 20 de desembre de 2004 | Mount Lemmon         | Mt. Lemmon Survey        |
| 333107 | 2011 US353             | 12 de setembre de 2007 | Mount Lemmon         | Mt. Lemmon Survey        |
| 333108 | 2011 UZ355             | 4 de gener de 2000     | Kitt Peak            | Spacewatch               |
| 333109 | 2011 UB363             | 13 de setembre de 2002 | Palomar              | NEAT                     |
| 333110 | 2011 UZ384             | 2 de setembre de 2007  | Mount Lemmon         | Mt. Lemmon Survey        |
| 333111 | 2011 UD389             | 21 de febrer de 2003   | Palomar              | NEAT                     |
| 333112 | 2011 UX390             | 23 d'octubre de 2003   | Apache Point         | Sloan Digital Sky Survey |
| 333113 | 2011 UX394             | 5 d'abril de 2003      | Kitt Peak            | Spacewatch               |
| 333114 | 2011 UB397             | 12 de setembre de 2007 | Catalina             | CSS                      |
| 333115 | 2011 UE401             | 26 de juliol de 2001   | Palomar              | NEAT                     |
| 333116 | 2011 VH18              | 19 d'abril de 1993     | Kitt Peak            | Spacewatch               |
| 333117 | 2011 WO1               | 1 de gener de 2001     | Kitt Peak            | Spacewatch               |
| 333118 | 2011 WW1               | 1 d'agost de 2001      | Palomar              | NEAT                     |
| 333119 | 2011 WF7               | 25 de març de 2006     | Mount Lemmon         | Mt. Lemmon Survey        |
| 333120 | 2011 WN7               | 11 de setembre de 2007 | Mount Lemmon         | Mt. Lemmon Survey        |
| 333121 | 2011 WN10              | 11 d'abril de 2003     | Kitt Peak            | Spacewatch               |
| 333122 | 2011 WP12              | 28 de novembre de 2000 | Kitt Peak            | Spacewatch               |
| 333123 | 2011 WW48              | 26 d'abril de 2006     | Kitt Peak            | Spacewatch               |
| 333124 | 2011 WA49              | 29 de desembre de 2003 | Anderson Mesa        | LONEOS                   |
| 333125 | 2011 WT52              | 10 d'octubre de 2007   | Mount Lemmon         | Mt. Lemmon Survey        |
| 333126 | 2011 WY56              | 22 de setembre de 2004 | Kitt Peak            | Spacewatch               |
| 333127 | 2011 WB72              | 23 d'octubre de 2005   | Kitt Peak            | Spacewatch               |
| 333128 | 2011 WD76              | 2 d'abril de 2006      | Kitt Peak            | Spacewatch               |
| 333129 | 2011 WE81              | 13 de gener de 2005    | Kitt Peak            | Spacewatch               |
| 333130 | 2011 WR83              | 18 de desembre de 2003 | Kitt Peak            | Spacewatch               |
| 333131 | 2011 WW87              | 27 de març de 2000     | Kitt Peak            | Spacewatch               |
| 333132 | 2011 WR98              | 18 de desembre de 2004 | Mount Lemmon         | Mt. Lemmon Survey        |
| 333133 | 2011 WT117             | 15 de desembre de 2004 | Kitt Peak            | Spacewatch               |
| 333134 | 2011 WY123             | 18 de desembre de 2004 | Mount Lemmon         | Mt. Lemmon Survey        |
| 333135 | 2011 WR144             | 10 de setembre de 2007 | Kitt Peak            | Spacewatch               |
| 333136 | 2011 WA145             | 9 de setembre de 2007  | Kitt Peak            | Spacewatch               |
| 333137 | 2011 YO2               | 18 de setembre de 2003 | Kitt Peak            | Spacewatch               |
| 333138 | 2011 YW4               | 15 d'octubre de 2007   | Catalina             | CSS                      |
| 333139 | 2011 YM8               | 11 de setembre de 2007 | Mount Lemmon         | Mt. Lemmon Survey        |
| 333140 | 2011 YY46              | 20 d'abril de 2006     | Anderson Mesa        | LONEOS                   |
| 333141 | 2011 YH53              | 2 de desembre de 2004  | Kitt Peak            | Spacewatch               |
| 333142 | 2011 YU63              | 16 d'octubre de 2007   | Mount Lemmon         | Mt. Lemmon Survey        |
| 333143 | 2012 AK11              | 3 de desembre de 2004  | Kitt Peak            | Spacewatch               |
| 333144 | 2012 AE12              | 31 d'agost de 2000     | Kitt Peak            | Spacewatch               |
| 333145 | 2012 AR15              | 31 de gener de 2006    | Mount Lemmon         | Mt. Lemmon Survey        |
| 333146 | 2012 AH20              | 20 de desembre de 2004 | Mount Lemmon         | Mt. Lemmon Survey        |
| 333147 | 2012 BP                | 6 d'octubre de 2002    | Palomar              | NEAT                     |
| 333148 | 2012 BC12              | 22 d'agost de 2004     | Siding Spring        | Siding Spring Survey     |
| 333149 | 2012 BO22              | 7 de febrer de 2003    | Palomar              | NEAT                     |
| 333150 | 2012 BH23              | 2 de febrer de 2005    | Kitt Peak            | Spacewatch               |
| 333151 | 2012 BY27              | 17 d'agost de 2009     | Kitt Peak            | Spacewatch               |
| 333152 | 2012 BC30              | 6 d'octubre de 1996    | Prescott             | P. G. Comba              |
| 333153 | 2012 BM39              | 13 de febrer de 2002   | Apache Point         | Sloan Digital Sky Survey |
| 333154 | 2012 BK55              | 31 de gener de 2006    | Kitt Peak            | Spacewatch               |
| 333155 | 2012 BR57              | 30 de setembre de 2003 | Kitt Peak            | Spacewatch               |
| 333156 | 2012 BP68              | 16 de febrer de 2002   | Palomar              | NEAT                     |
| 333157 | 2012 BO78              | 10 de setembre de 2007 | Mount Lemmon         | Mt. Lemmon Survey        |
| 333158 | 2012 BK92              | 9 de febrer de 2008    | Kitt Peak            | Spacewatch               |
| 333159 | 2012 BP117             | 1 de febrer de 2005    | Kitt Peak            | Spacewatch               |
| 333160 | 2012 BE125             | 9 de desembre de 2004  | Kitt Peak            | Spacewatch               |
| 333161 | 2012 BM133             | 17 de gener de 2005    | Kitt Peak            | Spacewatch               |
| 333162 | 2012 BP143             | 24 de juny de 2006     | Reedy Creek          | J. Broughton             |
| 333163 | 2012 CY                | 10 de març de 2002     | Kitt Peak            | Spacewatch               |
| 333164 | 2012 CS10              | 19 d'abril de 2006     | Kitt Peak            | Spacewatch               |
| 333165 | 2012 CG12              | 3 de desembre de 2004  | Kitt Peak            | Spacewatch               |
| 333166 | 2012 CF19              | 23 de gener de 2006    | Mount Lemmon         | Mt. Lemmon Survey        |
| 333167 | 2012 CF29              | 11 de setembre de 2004 | Kitt Peak            | Spacewatch               |
| 333168 | 2012 CR41              | 30 d'agost de 2002     | Palomar              | NEAT                     |
| 333169 | 2012 CS44              | 10 d'octubre de 2004   | Kitt Peak            | Spacewatch               |
| 333170 | 2012 CX46              | 20 d'octubre de 2003   | Kitt Peak            | Spacewatch               |
| 333171 | 2012 CD51              | 11 d'abril de 2005     | Mount Lemmon         | Mt. Lemmon Survey        |
| 333172 | 2012 CR51              | 24 de desembre de 2006 | Mount Lemmon         | Mt. Lemmon Survey        |
| 333173 | 2012 CR53              | 22 de març de 2002     | Eskridge             | G. Hug                   |
| 333174 | 2012 CP54              | 12 de desembre de 1999 | Socorro              | LINEAR                   |
| 333175 | 2012 DZ3               | 22 de gener de 2006    | Catalina             | CSS                      |
| 333176 | 2012 DW8               | 25 de febrer de 2007   | Mount Lemmon         | Mt. Lemmon Survey        |
| 333177 | 2012 DB13              | 30 de novembre de 2003 | Kitt Peak            | Spacewatch               |
| 333178 | 2012 DZ16              | 25 de desembre de 2005 | Mount Lemmon         | Mt. Lemmon Survey        |
| 333179 | 2012 DZ52              | 9 d'octubre de 2007    | Kitt Peak            | Spacewatch               |
| 333180 | 2012 DP59              | 5 de novembre de 1994  | Kitt Peak            | Spacewatch               |
| 333181 | 2012 DZ65              | 12 de març de 2007     | Kitt Peak            | Spacewatch               |
| 333182 | 2012 DF76              | 20 de setembre de 1995 | Kitt Peak            | Spacewatch               |
| 333183 | 2012 DS79              | 9 d'octubre de 2007    | Mount Lemmon         | Mt. Lemmon Survey        |
| 333184 | 2012 EU8               | 11 de juliol de 2005   | Mount Lemmon         | Mt. Lemmon Survey        |
| 333185 | 2012 EZ8               | 10 de gener de 2006    | Kitt Peak            | Spacewatch               |
| 333186 | 2012 FQ12              | 18 de setembre de 2003 | Kitt Peak            | Spacewatch               |
| 333187 | 2012 FA22              | 25 de desembre de 2005 | Kitt Peak            | Spacewatch               |
| 333188 | 2012 FT42              | 8 de febrer de 2008    | Kitt Peak            | Spacewatch               |
| 333189 | 2012 FL55              | 4 de setembre de 2000  | Anderson Mesa        | LONEOS                   |
| 333190 | 2012 FZ57              | 21 de febrer de 2006   | Catalina             | CSS                      |
| 333191 | 2012 FD59              | 24 d'octubre de 2005   | Kitt Peak            | Spacewatch               |
| 333192 | 2012 FA62              | 9 d'abril de 2008      | Kitt Peak            | Spacewatch               |
| 333193 | 2012 FJ64              | 21 de setembre de 2003 | Kitt Peak            | Spacewatch               |
| 333194 | 2012 FH76              | 1 d'octubre de 2005    | Kitt Peak            | Spacewatch               |
| 333195 | 2012 FV76              | 15 de març de 2005     | Mount Lemmon         | Mt. Lemmon Survey        |
| 333196 | 2012 FM78              | 24 de febrer de 2006   | Palomar              | NEAT                     |
| 333197 | 2012 GF4               | 24 de març de 2003     | Kitt Peak            | Spacewatch               |
| 333198 | 2012 GL7               | 11 de novembre de 2006 | Kitt Peak            | Spacewatch               |
| 333199 | 2012 GB17              | 24 de desembre de 2006 | Kitt Peak            | Spacewatch               |
| 333200 | 2012 GG20              | 23 d'octubre de 2003   | Apache Point         | Sloan Digital Sky Survey |

## 333201-333300
| Nom    | Designació provisional | Data de descobriment   | Lloc de descobriment | Descobridor/s                                          |
| ------ | ---------------------- | ---------------------- | -------------------- | ------------------------------------------------------ |
| 333201 | 2012 GS28              | 24 de novembre de 2003 | Kitt Peak            | Spacewatch                                             |
| 333202 | 2012 GY31              | 19 d'abril de 2006     | Palomar              | NEAT                                                   |
| 333203 | 2012 GL34              | 12 de març de 2003     | Palomar              | NEAT                                                   |
| 333204 | 2012 GY37              | 23 de novembre de 2006 | Kitt Peak            | Spacewatch                                             |
| 333205 | 2012 HA                | 13 de febrer de 2009   | Catalina             | CSS                                                    |
| 333206 | 2012 HV3               | 22 de desembre de 2005 | Socorro              | LINEAR                                                 |
| 333207 | 2012 HA4               | 8 de maig de 2005      | Mount Lemmon         | Mt. Lemmon Survey                                      |
| 333208 | 2012 HR8               | 9 d'agost de 2004      | Siding Spring        | Siding Spring Survey                                   |
| 333209 | 2012 HS11              | 20 de gener de 2007    | Charleston           | Charleston                                             |
| 333210 | 2012 HX14              | 5 de gener de 2006     | Catalina             | CSS                                                    |
| 333211 | 2012 HH17              | 9 d'octubre de 2004    | Kitt Peak            | Spacewatch                                             |
| 333212 | 2012 HQ17              | 2 de febrer de 2008    | Kitt Peak            | Spacewatch                                             |
| 333213 | 2012 HS17              | 29 de juny de 2008     | Siding Spring        | Siding Spring Survey                                   |
| 333214 | 2012 HH19              | 23 de febrer de 2007   | Kitt Peak            | Spacewatch                                             |
| 333215 | 2012 HG20              | 10 de juny de 2004     | Socorro              | LINEAR                                                 |
| 333216 | 2012 HV23              | 16 de febrer de 2001   | Socorro              | LINEAR                                                 |
| 333217 | 2012 HG24              | 27 de març de 2003     | Palomar              | NEAT                                                   |
| 333218 | 2012 HA38              | 18 de novembre de 2003 | Kitt Peak            | Spacewatch                                             |
| 333219 | 2012 HE38              | 15 de març de 2007     | Mount Lemmon         | Mt. Lemmon Survey                                      |
| 333220 | 2012 HN38              | 29 de juliol de 2005   | Siding Spring        | Siding Spring Survey                                   |
| 333221 | 2012 HG39              | 11 de desembre de 2004 | Kitt Peak            | Spacewatch                                             |
| 333222 | 2012 HU39              | 27 de setembre de 2003 | Apache Point         | Sloan Digital Sky Survey                               |
| 333223 | 2012 HY39              | 25 d'octubre de 2001   | Apache Point         | Sloan Digital Sky Survey                               |
| 333224 | 2012 HB40              | 11 de març de 2005     | Catalina             | CSS                                                    |
| 333225 | 2012 HD40              | 4 d'abril de 1995      | Kitt Peak            | Spacewatch                                             |
| 333226 | 2012 HH40              | 4 de novembre de 2004  | Kitt Peak            | Spacewatch                                             |
| 333227 | 2012 HR41              | 29 de maig de 2001     | Haleakala            | NEAT                                                   |
| 333228 | 2012 HW42              | 10 de desembre de 2009 | Mount Lemmon         | Mt. Lemmon Survey                                      |
| 333229 | 2012 HO45              | 25 d'octubre de 2009   | Kitt Peak            | Spacewatch                                             |
| 333230 | 2012 HO47              | 2 d'octubre de 2009    | Mount Lemmon         | Mt. Lemmon Survey                                      |
| 333231 | 2012 HF48              | 30 de juliol de 2000   | Socorro              | LINEAR                                                 |
| 333232 | 2012 HK48              | 11 de maig de 2007     | Kitt Peak            | Spacewatch                                             |
| 333233 | 2012 HY48              | 11 de novembre de 2005 | Catalina             | CSS                                                    |
| 333234 | 2012 HQ49              | 6 de febrer de 2007    | Mount Lemmon         | Mt. Lemmon Survey                                      |
| 333235 | 2012 HZ49              | 9 de març de 2003      | Palomar              | NEAT                                                   |
| 333236 | 2012 HE50              | 15 d'abril de 1996     | Kitt Peak            | Spacewatch                                             |
| 333237 | 2012 HU50              | 15 de març de 2007     | Kitt Peak            | Spacewatch                                             |
| 333238 | 2012 HC51              | 2 de maig de 2003      | Kitt Peak            | Spacewatch                                             |
| 333239 | 2012 HP52              | 4 de setembre de 2008  | Kitt Peak            | Spacewatch                                             |
| 333240 | 2012 HU63              | 7 de setembre de 2004  | Socorro              | LINEAR                                                 |
| 333241 | 2012 HF65              | 1 d'octubre de 2005    | Mount Lemmon         | Mt. Lemmon Survey                                      |
| 333242 | 2012 HG65              | 8 de maig de 2005      | Mount Lemmon         | Mt. Lemmon Survey                                      |
| 333243 | 2012 HA67              | 13 de novembre de 2010 | Kitt Peak            | Spacewatch                                             |
| 333244 | 2012 HJ68              | 13 de desembre de 2006 | Kitt Peak            | Spacewatch                                             |
| 333245 | 2012 HA71              | 6 d'octubre de 2008    | Mount Lemmon         | Mt. Lemmon Survey                                      |
| 333246 | 2012 HY71              | 15 de febrer de 1994   | Kitt Peak            | Spacewatch                                             |
| 333247 | 2012 HO77              | 11 de març de 2007     | Kitt Peak            | Spacewatch                                             |
| 333248 | 2012 HE78              | 22 de juny de 2004     | Kitt Peak            | Spacewatch                                             |
| 333249 | 2012 HM78              | 27 de febrer de 2006   | Kitt Peak            | Spacewatch                                             |
| 333250 | 2012 HO79              | 22 d'agost de 1995     | Kitt Peak            | Spacewatch                                             |
| 333251 | 2012 JJ1               | 15 d'octubre de 2004   | Mount Lemmon         | Mt. Lemmon Survey                                      |
| 333252 | 2012 JO2               | 24 de desembre de 2006 | Kitt Peak            | Spacewatch                                             |
| 333253 | 2012 JE6               | 19 de desembre de 2004 | Mount Lemmon         | Mt. Lemmon Survey                                      |
| 333254 | 2012 JQ6               | 24 de novembre de 1998 | Kitt Peak            | Spacewatch                                             |
| 333255 | 2012 JS8               | 28 de gener de 2007    | Mount Lemmon         | Mt. Lemmon Survey                                      |
| 333256 | 2012 JZ8               | 4 de novembre de 2005  | Kitt Peak            | Spacewatch                                             |
| 333257 | 2012 JB9               | 1 d'octubre de 2003    | Kitt Peak            | Spacewatch                                             |
| 333258 | 2012 JK9               | 5 de gener de 2000     | Kitt Peak            | Spacewatch                                             |
| 333259 | 2012 JG15              | 6 d'octubre de 2008    | Mount Lemmon         | Mt. Lemmon Survey                                      |
| 333260 | 2012 JE16              | 20 de juliol de 2001   | Palomar              | NEAT                                                   |
| 333261 | 2012 JF19              | 16 de novembre de 2006 | Kitt Peak            | Spacewatch                                             |
| 333262 | 2012 JY20              | 25 d'abril de 2008     | Kitt Peak            | Spacewatch                                             |
| 333263 | 2012 JV21              | 21 d'abril de 2001     | Haleakala            | NEAT                                                   |
| 333264 | 2012 JL22              | 27 de febrer de 2006   | Catalina             | CSS                                                    |
| 333265 | 2012 JY26              | 15 de maig de 2001     | Anderson Mesa        | LONEOS                                                 |
| 333266 | 2012 JA29              | 19 de juny de 1998     | Kitt Peak            | Spacewatch                                             |
| 333267 | 2012 JH32              | 28 de setembre de 2006 | Mount Lemmon         | Mt. Lemmon Survey                                      |
| 333268 | 2012 KO9               | 28 de setembre de 2009 | Mount Lemmon         | Mt. Lemmon Survey                                      |
| 333269 | 2012 KR24              | 10 de juny de 2004     | Socorro              | LINEAR                                                 |
| 333270 | 2146 P-L               | 24 de setembre de 1960 | Palomar              | C. J. van Houten, I. van Houten-Groeneveld, T. Gehrels |
| 333271 | 4318 P-L               | 24 de setembre de 1960 | Palomar              | C. J. van Houten, I. van Houten-Groeneveld, T. Gehrels |
| 333272 | 1345 T-2               | 29 de setembre de 1973 | Palomar              | C. J. van Houten, I. van Houten-Groeneveld, T. Gehrels |
| 333273 | 276 T-2                | 29 de setembre de 1973 | Palomar              | C. J. van Houten, I. van Houten-Groeneveld, T. Gehrels |
| 333274 | 1994 AS7               | 7 de gener de 1994     | Kitt Peak            | Spacewatch                                             |
| 333275 | 1994 LV                | 11 de juny de 1994     | Kitt Peak            | Spacewatch                                             |
| 333276 | 1995 QD16              | 28 d'agost de 1995     | Kitt Peak            | Spacewatch                                             |
| 333277 | 1996 XM23              | 12 de desembre de 1996 | Kitt Peak            | Spacewatch                                             |
| 333278 | 1997 TF11              | 3 d'octubre de 1997    | Kitt Peak            | Spacewatch                                             |
| 333279 | 1997 TW12              | 2 d'octubre de 1997    | Kitt Peak            | Spacewatch                                             |
| 333280 | 1998 QD82              | 24 d'agost de 1998     | Socorro              | LINEAR                                                 |
| 333281 | 1998 RD20              | 14 de setembre de 1998 | Socorro              | LINEAR                                                 |
| 333282 | 1998 SG153             | 26 de setembre de 1998 | Socorro              | LINEAR                                                 |
| 333283 | 1998 YQ31              | 22 de desembre de 1998 | Kitt Peak            | Spacewatch                                             |
| 333284 | 1999 PJ1               | 7 d'agost de 1999      | Anderson Mesa        | LONEOS                                                 |
| 333285 | 1999 RP81              | 7 de setembre de 1999  | Socorro              | LINEAR                                                 |
| 333286 | 1999 RE125             | 9 de setembre de 1999  | Socorro              | LINEAR                                                 |
| 333287 | 1999 RD202             | 8 de setembre de 1999  | Socorro              | LINEAR                                                 |
| 333288 | 1999 SU14              | 29 de setembre de 1999 | Catalina             | CSS                                                    |
| 333289 | 1999 TK221             | 2 d'octubre de 1999    | Socorro              | LINEAR                                                 |
| 333290 | 1999 TZ301             | 3 d'octubre de 1999    | Kitt Peak            | Spacewatch                                             |
| 333291 | 1999 VR34              | 3 de novembre de 1999  | Socorro              | LINEAR                                                 |
| 333292 | 1999 VH63              | 4 de novembre de 1999  | Socorro              | LINEAR                                                 |
| 333293 | 2000 QC13              | 24 d'agost de 2000     | Socorro              | LINEAR                                                 |
| 333294 | 2000 QW215             | 31 d'agost de 2000     | Socorro              | LINEAR                                                 |
| 333295 | 2000 SE11              | 23 de setembre de 2000 | Socorro              | LINEAR                                                 |
| 333296 | 2000 SG16              | 23 de setembre de 2000 | Socorro              | LINEAR                                                 |
| 333297 | 2000 SX89              | 22 de setembre de 2000 | Socorro              | LINEAR                                                 |
| 333298 | 2000 SS90              | 22 de setembre de 2000 | Socorro              | LINEAR                                                 |
| 333299 | 2000 SV131             | 22 de setembre de 2000 | Socorro              | LINEAR                                                 |
| 333300 | 2000 SF212             | 25 de setembre de 2000 | Socorro              | LINEAR                                                 |

## 333301-333400
| Nom    | Designació provisional | Data de descobriment   | Lloc de descobriment | Descobridor/s     |
| ------ | ---------------------- | ---------------------- | -------------------- | ----------------- |
| 333301 | 2000 ST284             | 23 de setembre de 2000 | Socorro              | LINEAR            |
| 333302 | 2000 SN302             | 28 de setembre de 2000 | Socorro              | LINEAR            |
| 333303 | 2000 UD22              | 24 d'octubre de 2000   | Socorro              | LINEAR            |
| 333304 | 2000 UT62              | 25 d'octubre de 2000   | Socorro              | LINEAR            |
| 333305 | 2000 VB35              | 1 de novembre de 2000  | Socorro              | LINEAR            |
| 333306 | 2000 VQ56              | 3 de novembre de 2000  | Socorro              | LINEAR            |
| 333307 | 2000 WB156             | 30 de novembre de 2000 | Socorro              | LINEAR            |
| 333308 | 2001 FV60              | 19 de març de 2001     | Socorro              | LINEAR            |
| 333309 | 2001 FR116             | 19 de març de 2001     | Socorro              | LINEAR            |
| 333310 | 2001 GC1               | 13 d'abril de 2001     | Socorro              | LINEAR            |
| 333311 | 2001 MR3               | 21 de juny de 2001     | Socorro              | LINEAR            |
| 333312 | 2001 MR18              | 27 de juny de 2001     | Anderson Mesa        | LONEOS            |
| 333313 | 2001 OF29              | 18 de juliol de 2001   | Palomar              | NEAT              |
| 333314 | 2001 OM57              | 16 de juliol de 2001   | Anderson Mesa        | LONEOS            |
| 333315 | 2001 OY66              | 23 de juliol de 2001   | Haleakala            | NEAT              |
| 333316 | 2001 OR87              | 30 de juliol de 2001   | Palomar              | NEAT              |
| 333317 | 2001 OA100             | 27 de juliol de 2001   | Anderson Mesa        | LONEOS            |
| 333318 | 2001 OK113             | 31 de juliol de 2001   | Palomar              | NEAT              |
| 333319 | 2001 PD17              | 9 d'agost de 2001      | Palomar              | NEAT              |
| 333320 | 2001 PU62              | 13 d'agost de 2001     | Haleakala            | NEAT              |
| 333321 | 2001 QX3               | 16 d'agost de 2001     | Socorro              | LINEAR            |
| 333322 | 2001 QG26              | 16 d'agost de 2001     | Socorro              | LINEAR            |
| 333323 | 2001 QX60              | 18 d'agost de 2001     | Socorro              | LINEAR            |
| 333324 | 2001 QK95              | 22 d'agost de 2001     | Kitt Peak            | Spacewatch        |
| 333325 | 2001 QW148             | 21 d'agost de 2001     | Haleakala            | NEAT              |
| 333326 | 2001 QW187             | 21 d'agost de 2001     | Haleakala            | NEAT              |
| 333327 | 2001 QB209             | 23 d'agost de 2001     | Anderson Mesa        | LONEOS            |
| 333328 | 2001 QT213             | 23 d'agost de 2001     | Anderson Mesa        | LONEOS            |
| 333329 | 2001 QN250             | 24 d'agost de 2001     | Haleakala            | NEAT              |
| 333330 | 2001 QW272             | 19 d'agost de 2001     | Socorro              | LINEAR            |
| 333331 | 2001 QD294             | 24 d'agost de 2001     | Anderson Mesa        | LONEOS            |
| 333332 | 2001 RF2               | 8 de setembre de 2001  | Socorro              | LINEAR            |
| 333333 | 2001 RC3               | 8 de setembre de 2001  | Anderson Mesa        | LONEOS            |
| 333334 | 2001 RB10              | 10 de setembre de 2001 | Socorro              | LINEAR            |
| 333335 | 2001 RK49              | 9 de setembre de 2001  | Socorro              | LINEAR            |
| 333336 | 2001 RU115             | 12 de setembre de 2001 | Socorro              | LINEAR            |
| 333337 | 2001 RO120             | 12 de setembre de 2001 | Socorro              | LINEAR            |
| 333338 | 2001 SC7               | 18 de setembre de 2001 | Kitt Peak            | Spacewatch        |
| 333339 | 2001 SM32              | 16 de setembre de 2001 | Socorro              | LINEAR            |
| 333340 | 2001 SS81              | 20 de setembre de 2001 | Socorro              | LINEAR            |
| 333341 | 2001 SD104             | 20 de setembre de 2001 | Socorro              | LINEAR            |
| 333342 | 2001 SE210             | 19 de setembre de 2001 | Socorro              | LINEAR            |
| 333343 | 2001 SE325             | 16 de setembre de 2001 | Socorro              | LINEAR            |
| 333344 | 2001 SE339             | 21 de setembre de 2001 | Palomar              | NEAT              |
| 333345 | 2001 ST344             | 23 de setembre de 2001 | Palomar              | NEAT              |
| 333346 | 2001 TF55              | 14 d'octubre de 2001   | Socorro              | LINEAR            |
| 333347 | 2001 TT72              | 13 d'octubre de 2001   | Socorro              | LINEAR            |
| 333348 | 2001 TK128             | 11 d'octubre de 2001   | Palomar              | NEAT              |
| 333349 | 2001 TU131             | 11 d'octubre de 2001   | Palomar              | NEAT              |
| 333350 | 2001 TO150             | 10 d'octubre de 2001   | Palomar              | NEAT              |
| 333351 | 2001 TB227             | 15 d'octubre de 2001   | Kitt Peak            | Spacewatch        |
| 333352 | 2001 UK6               | 22 d'octubre de 2001   | Emerald Lane         | L. Ball           |
| 333353 | 2001 UV42              | 17 d'octubre de 2001   | Socorro              | LINEAR            |
| 333354 | 2001 UR62              | 17 d'octubre de 2001   | Socorro              | LINEAR            |
| 333355 | 2001 UU117             | 22 d'octubre de 2001   | Socorro              | LINEAR            |
| 333356 | 2001 UK188             | 17 d'octubre de 2001   | Socorro              | LINEAR            |
| 333357 | 2001 VV87              | 12 de novembre de 2001 | Haleakala            | NEAT              |
| 333358 | 2001 WN1               | 17 de novembre de 2001 | Socorro              | LINEAR            |
| 333359 | 2001 XY110             | 11 de desembre de 2001 | Socorro              | LINEAR            |
| 333360 | 2001 XN124             | 14 de desembre de 2001 | Socorro              | LINEAR            |
| 333361 | 2001 XA222             | 15 de desembre de 2001 | Socorro              | LINEAR            |
| 333362 | 2001 XH243             | 14 de desembre de 2001 | Socorro              | LINEAR            |
| 333363 | 2001 YC51              | 18 de desembre de 2001 | Socorro              | LINEAR            |
| 333364 | 2001 YM71              | 18 de desembre de 2001 | Socorro              | LINEAR            |
| 333365 | 2002 CC93              | 7 de febrer de 2002    | Socorro              | LINEAR            |
| 333366 | 2002 CP143             | 9 de febrer de 2002    | Socorro              | LINEAR            |
| 333367 | 2002 CH212             | 10 de febrer de 2002   | Socorro              | LINEAR            |
| 333368 | 2002 FS4               | 12 de gener de 2002    | Socorro              | LINEAR            |
| 333369 | 2002 GA77              | 9 d'abril de 2002      | Anderson Mesa        | LONEOS            |
| 333370 | 2002 HO7               | 19 d'abril de 2002     | Kitt Peak            | Spacewatch        |
| 333371 | 2002 JM93              | 11 de maig de 2002     | Socorro              | LINEAR            |
| 333372 | 2002 NE31              | 13 de juliol de 2002   | Palomar              | NEAT              |
| 333373 | 2002 NS75              | 13 d'octubre de 2007   | Mount Lemmon         | Mt. Lemmon Survey |
| 333374 | 2002 NY79              | 10 de novembre de 2009 | Kitt Peak            | Spacewatch        |
| 333375 | 2002 PE28              | 6 d'agost de 2002      | Palomar              | NEAT              |
| 333376 | 2002 PD66              | 6 d'agost de 2002      | Palomar              | NEAT              |
| 333377 | 2002 PH107             | 12 d'agost de 2002     | Haleakala            | NEAT              |
| 333378 | 2002 PH123             | 21 de juliol de 2002   | Palomar              | NEAT              |
| 333379 | 2002 PJ127             | 23 de juliol de 2002   | Palomar              | NEAT              |
| 333380 | 2002 PY186             | 11 d'agost de 2002     | Palomar              | NEAT              |
| 333381 | 2002 PX188             | 11 d'agost de 2002     | Haleakala            | NEAT              |
| 333382 | 2002 PG192             | 11 d'agost de 2002     | Palomar              | NEAT              |
| 333383 | 2002 PX200             | 18 de novembre de 1998 | Kitt Peak            | Spacewatch        |
| 333384 | 2002 QC151             | 28 d'agost de 2006     | Catalina             | CSS               |
| 333385 | 2002 QM151             | 20 de novembre de 2003 | Kitt Peak            | Spacewatch        |
| 333386 | 2002 QP151             | 20 d'abril de 2006     | Kitt Peak            | Spacewatch        |
| 333387 | 2002 RJ9               | 4 de setembre de 2002  | Palomar              | NEAT              |
| 333388 | 2002 RZ73              | 5 de setembre de 2002  | Socorro              | LINEAR            |
| 333389 | 2002 RS181             | 13 de setembre de 2002 | Goodricke-Pigott     | R. A. Tucker      |
| 333390 | 2002 RQ217             | 12 d'agost de 2002     | Haleakala            | NEAT              |
| 333391 | 2002 RZ223             | 13 de setembre de 2002 | Anderson Mesa        | LONEOS            |
| 333392 | 2002 SO38              | 30 de setembre de 2002 | Socorro              | LINEAR            |
| 333393 | 2002 TB8               | 1 d'octubre de 2002    | Haleakala            | NEAT              |
| 333394 | 2002 TG26              | 2 d'octubre de 2002    | Socorro              | LINEAR            |
| 333395 | 2002 TQ59              | 4 d'octubre de 2002    | Socorro              | LINEAR            |
| 333396 | 2002 TR73              | 3 d'octubre de 2002    | Palomar              | NEAT              |
| 333397 | 2002 TJ113             | 3 d'octubre de 2002    | Palomar              | NEAT              |
| 333398 | 2002 TM125             | 4 d'octubre de 2002    | Palomar              | NEAT              |
| 333399 | 2002 TS128             | 4 d'octubre de 2002    | Palomar              | NEAT              |
| 333400 | 2002 TO182             | 4 d'octubre de 2002    | Palomar              | NEAT              |

## 333401-333500
| Nom    | Designació provisional | Data de descobriment   | Lloc de descobriment | Descobridor/s            |
| ------ | ---------------------- | ---------------------- | -------------------- | ------------------------ |
| 333401 | 2002 TE283             | 10 d'octubre de 2002   | Socorro              | LINEAR                   |
| 333402 | 2002 TW291             | 10 d'octubre de 2002   | Socorro              | LINEAR                   |
| 333403 | 2002 TZ346             | 5 d'octubre de 2002    | Apache Point         | Sloan Digital Sky Survey |
| 333404 | 2002 TB348             | 5 d'octubre de 2002    | Apache Point         | Sloan Digital Sky Survey |
| 333405 | 2002 TB366             | 10 d'octubre de 2002   | Apache Point         | Sloan Digital Sky Survey |
| 333406 | 2002 TW375             | 4 d'octubre de 2002    | Socorro              | LINEAR                   |
| 333407 | 2002 VB8               | 1 de novembre de 2002  | Palomar              | NEAT                     |
| 333408 | 2002 VU12              | 4 de novembre de 2002  | Palomar              | NEAT                     |
| 333409 | 2002 VF26              | 5 de novembre de 2002  | Socorro              | LINEAR                   |
| 333410 | 2002 VY26              | 5 de novembre de 2002  | Socorro              | LINEAR                   |
| 333411 | 2002 VW109             | 12 de novembre de 2002 | Socorro              | LINEAR                   |
| 333412 | 2002 WE29              | 16 de novembre de 2002 | Palomar              | NEAT                     |
| 333413 | 2002 XZ17              | 5 de desembre de 2002  | Socorro              | LINEAR                   |
| 333414 | 2002 XD62              | 11 de desembre de 2002 | Socorro              | LINEAR                   |
| 333415 | 2002 XB68              | 11 de desembre de 2002 | Palomar              | NEAT                     |
| 333416 | 2003 AG2               | 2 de gener de 2003     | Socorro              | LINEAR                   |
| 333417 | 2003 AR72              | 11 de gener de 2003    | Socorro              | LINEAR                   |
| 333418 | 2003 FP29              | 25 de març de 2003     | Palomar              | NEAT                     |
| 333419 | 2003 FT113             | 31 de març de 2003     | Socorro              | LINEAR                   |
| 333420 | 2003 GR38              | 7 d'abril de 2003      | Kitt Peak            | Spacewatch               |
| 333421 | 2003 HG5               | 24 d'abril de 2003     | Kitt Peak            | Spacewatch               |
| 333422 | 2003 KJ2               | 22 de maig de 2003     | Kitt Peak            | Spacewatch               |
| 333423 | 2003 KL11              | 26 de maig de 2003     | Kitt Peak            | Spacewatch               |
| 333424 | 2003 MX3               | 26 de juny de 2003     | Socorro              | LINEAR                   |
| 333425 | 2003 NE1               | 2 de juliol de 2003    | Haleakala            | NEAT                     |
| 333426 | 2003 OQ30              | 24 de juliol de 2003   | Palomar              | NEAT                     |
| 333427 | 2003 QD22              | 20 d'agost de 2003     | Palomar              | NEAT                     |
| 333428 | 2003 QL22              | 20 d'agost de 2003     | Palomar              | NEAT                     |
| 333429 | 2003 QJ29              | 22 d'agost de 2003     | Palomar              | NEAT                     |
| 333430 | 2003 QT110             | 31 d'agost de 2003     | Socorro              | LINEAR                   |
| 333431 | 2003 RE13              | 14 de setembre de 2003 | Haleakala            | NEAT                     |
| 333432 | 2003 RA14              | 15 de setembre de 2003 | Haleakala            | NEAT                     |
| 333433 | 2003 SD55              | 16 de setembre de 2003 | Anderson Mesa        | LONEOS                   |
| 333434 | 2003 SO61              | 17 de setembre de 2003 | Socorro              | LINEAR                   |
| 333435 | 2003 SS144             | 19 de setembre de 2003 | Palomar              | NEAT                     |
| 333436 | 2003 SE167             | 22 de setembre de 2003 | Socorro              | LINEAR                   |
| 333437 | 2003 SB180             | 19 de setembre de 2003 | Socorro              | LINEAR                   |
| 333438 | 2003 SX235             | 27 de setembre de 2003 | Anderson Mesa        | LONEOS                   |
| 333439 | 2003 SV245             | 26 de setembre de 2003 | Socorro              | LINEAR                   |
| 333440 | 2003 SD299             | 29 de setembre de 2003 | Anderson Mesa        | LONEOS                   |
| 333441 | 2003 SL325             | 17 de setembre de 2003 | Kitt Peak            | Spacewatch               |
| 333442 | 2003 TN8               | 2 d'octubre de 2003    | Socorro              | LINEAR                   |
| 333443 | 2003 TE19              | 15 d'octubre de 2003   | Anderson Mesa        | LONEOS                   |
| 333444 | 2003 UG1               | 16 d'octubre de 2003   | Palomar              | NEAT                     |
| 333445 | 2003 UU130             | 19 d'octubre de 2003   | Palomar              | NEAT                     |
| 333446 | 2003 UM135             | 21 d'octubre de 2003   | Palomar              | NEAT                     |
| 333447 | 2003 US249             | 25 d'octubre de 2003   | Socorro              | LINEAR                   |
| 333448 | 2003 UD288             | 28 de setembre de 2003 | Kitt Peak            | Spacewatch               |
| 333449 | 2003 UR371             | 22 d'octubre de 2003   | Apache Point         | Sloan Digital Sky Survey |
| 333450 | 2003 WD75              | 18 de novembre de 2003 | Kitt Peak            | Spacewatch               |
| 333451 | 2003 WW129             | 21 de novembre de 2003 | Socorro              | LINEAR                   |
| 333452 | 2003 WU179             | 20 de novembre de 2003 | Kitt Peak            | M. W. Buie               |
| 333453 | 2003 YS25              | 18 de desembre de 2003 | Socorro              | LINEAR                   |
| 333454 | 2004 BW44              | 21 de gener de 2004    | Socorro              | LINEAR                   |
| 333455 | 2004 FE66              | 20 de març de 2004     | Socorro              | LINEAR                   |
| 333456 | 2004 OE13              | 21 de juliol de 2004   | Siding Spring        | Siding Spring Survey     |
| 333457 | 2004 PF1               | 6 d'agost de 2004      | Reedy Creek          | J. Broughton             |
| 333458 | 2004 PS2               | 8 d'agost de 2004      | Socorro              | LINEAR                   |
| 333459 | 2004 PQ31              | 8 d'agost de 2004      | Socorro              | LINEAR                   |
| 333460 | 2004 PD73              | 8 d'agost de 2004      | Socorro              | LINEAR                   |
| 333461 | 2004 PD93              | 12 d'agost de 2004     | Reedy Creek          | J. Broughton             |
| 333462 | 2004 PW96              | 12 d'agost de 2004     | Socorro              | LINEAR                   |
| 333463 | 2004 QH12              | 21 d'agost de 2004     | Siding Spring        | Siding Spring Survey     |
| 333464 | 2004 QH18              | 20 d'agost de 2004     | Socorro              | LINEAR                   |
| 333465 | 2004 QN27              | 25 d'agost de 2004     | Kitt Peak            | Spacewatch               |
| 333466 | 2004 RF3               | 6 de setembre de 2004  | Socorro              | LINEAR                   |
| 333467 | 2004 RW6               | 5 de setembre de 2004  | Palomar              | NEAT                     |
| 333468 | 2004 RX144             | 9 de setembre de 2004  | Socorro              | LINEAR                   |
| 333469 | 2004 RF151             | 9 de setembre de 2004  | Socorro              | LINEAR                   |
| 333470 | 2004 RV154             | 10 de setembre de 2004 | Socorro              | LINEAR                   |
| 333471 | 2004 RH178             | 10 de setembre de 2004 | Socorro              | LINEAR                   |
| 333472 | 2004 RC181             | 10 de setembre de 2004 | Socorro              | LINEAR                   |
| 333473 | 2004 RF211             | 11 de setembre de 2004 | Socorro              | LINEAR                   |
| 333474 | 2004 RH249             | 12 de setembre de 2004 | Socorro              | LINEAR                   |
| 333475 | 2004 RW322             | 13 de setembre de 2004 | Socorro              | LINEAR                   |
| 333476 | 2004 RA323             | 13 de setembre de 2004 | Socorro              | LINEAR                   |
| 333477 | 2004 SJ16              | 17 de setembre de 2004 | Anderson Mesa        | LONEOS                   |
| 333478 | 2004 SD20              | 21 de setembre de 2004 | Siding Spring        | Siding Spring Survey     |
| 333479 | 2004 ST51              | 17 de setembre de 2004 | Socorro              | LINEAR                   |
| 333480 | 2004 TC10              | 7 d'octubre de 2004    | Socorro              | LINEAR                   |
| 333481 | 2004 TB41              | 4 d'octubre de 2004    | Kitt Peak            | Spacewatch               |
| 333482 | 2004 TD91              | 5 d'octubre de 2004    | Kitt Peak            | Spacewatch               |
| 333483 | 2004 TT163             | 6 d'octubre de 2004    | Kitt Peak            | Spacewatch               |
| 333484 | 2004 VE16              | 5 de novembre de 2004  | Palomar              | NEAT                     |
| 333485 | 2004 VG25              | 4 de novembre de 2004  | Anderson Mesa        | LONEOS                   |
| 333486 | 2004 VM36              | 4 de novembre de 2004  | Kitt Peak            | Spacewatch               |
| 333487 | 2004 VV59              | 9 de novembre de 2004  | Catalina             | CSS                      |
| 333488 | 2004 WN1               | 17 de novembre de 2004 | Campo Imperatore     | CINEOS                   |
| 333489 | 2004 XQ7               | 2 de desembre de 2004  | Socorro              | LINEAR                   |
| 333490 | 2004 XC9               | 2 de desembre de 2004  | Catalina             | CSS                      |
| 333491 | 2004 XF41              | 10 de desembre de 2004 | Kitt Peak            | Spacewatch               |
| 333492 | 2004 XX148             | 14 de desembre de 2004 | Socorro              | LINEAR                   |
| 333493 | 2004 XG164             | 15 de desembre de 2004 | Socorro              | LINEAR                   |
| 333494 | 2004 XG172             | 10 de desembre de 2004 | Socorro              | LINEAR                   |
| 333495 | 2005 AF17              | 6 de gener de 2005     | Socorro              | LINEAR                   |
| 333496 | 2005 AX42              | 15 de gener de 2005    | Socorro              | LINEAR                   |
| 333497 | 2005 BO15              | 16 de gener de 2005    | Kitt Peak            | Spacewatch               |
| 333498 | 2005 CG5               | 1 de febrer de 2005    | Kitt Peak            | Spacewatch               |
| 333499 | 2005 CC18              | 2 de febrer de 2005    | Socorro              | LINEAR                   |
| 333500 | 2005 CT69              | 9 de febrer de 2005    | Socorro              | LINEAR                   |

## 333501-333600
| Nom            | Designació provisional | Data de descobriment   | Lloc de descobriment | Descobridor/s        |
| -------------- | ---------------------- | ---------------------- | -------------------- | -------------------- |
| 333501         | 2005 CA81              | 9 de febrer de 2005    | Anderson Mesa        | LONEOS               |
| 333502         | 2005 EW67              | 4 de març de 2005      | Mount Lemmon         | Mt. Lemmon Survey    |
| 333503         | 2005 EC212             | 4 de març de 2005      | Socorro              | LINEAR               |
| 333504         | 2005 ES330             | 11 de març de 2005     | Anderson Mesa        | LONEOS               |
| 333505         | 2005 GX70              | 4 d'abril de 2005      | Kitt Peak            | Spacewatch           |
| 333506         | 2005 JK32              | 4 de maig de 2005      | Mount Lemmon         | Mt. Lemmon Survey    |
| 333507         | 2005 JT97              | 8 de maig de 2005      | Kitt Peak            | Spacewatch           |
| 333508 Voiture | 2005 KJ11              | 31 de maig de 2005     | Saint-Sulpice        | Saint-Sulpice        |
| 333509         | 2005 LD6               | 4 de juny de 2005      | Socorro              | LINEAR               |
| 333510         | 2005 MD                | 17 de juny de 2005     | Mount Lemmon         | Mt. Lemmon Survey    |
| 333511         | 2005 MR4               | 17 de juny de 2005     | Mount Lemmon         | Mt. Lemmon Survey    |
| 333512         | 2005 MP20              | 30 de juny de 2005     | Kitt Peak            | Spacewatch           |
| 333513         | 2005 MV42              | 29 de juny de 2005     | Palomar              | NEAT                 |
| 333514         | 2005 NP10              | 3 de juliol de 2005    | Mount Lemmon         | Mt. Lemmon Survey    |
| 333515         | 2005 NY60              | 11 de juliol de 2005   | Kitt Peak            | Spacewatch           |
| 333516         | 2005 NV82              | 10 de juliol de 2005   | Reedy Creek          | J. Broughton         |
| 333517         | 2005 NP123             | 10 de juliol de 2005   | Siding Spring        | Siding Spring Survey |
| 333518         | 2005 OS9               | 27 de juliol de 2005   | Palomar              | NEAT                 |
| 333519         | 2005 OC21              | 28 de juliol de 2005   | Palomar              | NEAT                 |
| 333520         | 2005 OO25              | 31 de juliol de 2005   | Palomar              | NEAT                 |
| 333521         | 2005 PO                | 3 d'agost de 2005      | Palomar              | NEAT                 |
| 333522         | 2005 PB2               | 2 d'agost de 2005      | Socorro              | LINEAR               |
| 333523         | 2005 QD7               | 24 d'agost de 2005     | Palomar              | NEAT                 |
| 333524         | 2005 QM17              | 25 d'agost de 2005     | Palomar              | NEAT                 |
| 333525         | 2005 QF28              | 27 d'agost de 2005     | Anderson Mesa        | LONEOS               |
| 333526         | 2005 QT50              | 26 d'agost de 2005     | Palomar              | NEAT                 |
| 333527         | 2005 QE171             | 29 d'agost de 2005     | Palomar              | NEAT                 |
| 333528         | 2005 QF180             | 27 d'agost de 2005     | Anderson Mesa        | LONEOS               |
| 333529         | 2005 RA23              | 6 de setembre de 2005  | Socorro              | LINEAR               |
| 333530         | 2005 RJ25              | 10 de setembre de 2005 | Anderson Mesa        | LONEOS               |
| 333531         | 2005 SU5               | 23 de setembre de 2005 | Catalina             | CSS                  |
| 333532         | 2005 SZ64              | 26 de setembre de 2005 | Palomar              | NEAT                 |
| 333533         | 2005 SH85              | 24 de setembre de 2005 | Kitt Peak            | Spacewatch           |
| 333534         | 2005 SC98              | 25 de setembre de 2005 | Kitt Peak            | Spacewatch           |
| 333535         | 2005 SM119             | 28 de setembre de 2005 | Palomar              | NEAT                 |
| 333536         | 2005 SG127             | 29 de setembre de 2005 | Mount Lemmon         | Mt. Lemmon Survey    |
| 333537         | 2005 SC180             | 29 de setembre de 2005 | Goodricke-Pigott     | R. A. Tucker         |
| 333538         | 2005 SB208             | 30 de setembre de 2005 | Kitt Peak            | Spacewatch           |
| 333539         | 2005 SU220             | 29 de setembre de 2005 | Catalina             | CSS                  |
| 333540         | 2005 SA253             | 24 de setembre de 2005 | Palomar              | NEAT                 |
| 333541         | 2005 TT14              | 3 d'octubre de 2005    | Catalina             | CSS                  |
| 333542         | 2005 TS41              | 3 d'octubre de 2005    | Socorro              | LINEAR               |
| 333543         | 2005 TL81              | 3 d'octubre de 2005    | Kitt Peak            | Spacewatch           |
| 333544         | 2005 TR175             | 3 d'octubre de 2005    | Catalina             | CSS                  |
| 333545         | 2005 UW43              | 22 d'octubre de 2005   | Catalina             | CSS                  |
| 333546         | 2005 UA44              | 22 d'octubre de 2005   | Catalina             | CSS                  |
| 333547         | 2005 US76              | 24 d'octubre de 2005   | Kitt Peak            | Spacewatch           |
| 333548         | 2005 UB91              | 22 d'octubre de 2005   | Kitt Peak            | Spacewatch           |
| 333549         | 2005 UQ97              | 22 d'octubre de 2005   | Kitt Peak            | Spacewatch           |
| 333550         | 2005 UJ108             | 22 d'octubre de 2005   | Kitt Peak            | Spacewatch           |
| 333551         | 2005 UR141             | 25 d'octubre de 2005   | Catalina             | CSS                  |
| 333552         | 2005 UO369             | 27 d'octubre de 2005   | Kitt Peak            | Spacewatch           |
| 333553         | 2005 UN460             | 28 d'octubre de 2005   | Mount Lemmon         | Mt. Lemmon Survey    |
| 333554         | 2005 VT8               | 1 de novembre de 2005  | Kitt Peak            | Spacewatch           |
| 333555         | 2005 VY17              | 4 de novembre de 2005  | Socorro              | LINEAR               |
| 333556         | 2005 VV89              | 6 de novembre de 2005  | Kitt Peak            | Spacewatch           |
| 333557         | 2005 VX128             | 1 de novembre de 2005  | Apache Point         | A. C. Becker         |
| 333558         | 2005 WR16              | 22 de novembre de 2005 | Kitt Peak            | Spacewatch           |
| 333559         | 2005 WB58              | 26 de novembre de 2005 | Kitt Peak            | Spacewatch           |
| 333560         | 2005 XL73              | 6 de desembre de 2005  | Kitt Peak            | Spacewatch           |
| 333561         | 2005 YP59              | 27 de desembre de 2005 | Catalina             | CSS                  |
| 333562         | 2005 YC135             | 26 de desembre de 2005 | Kitt Peak            | Spacewatch           |
| 333563         | 2005 YU168             | 29 de desembre de 2005 | Socorro              | LINEAR               |
| 333564         | 2005 YN189             | 29 de desembre de 2005 | Kitt Peak            | Spacewatch           |
| 333565         | 2006 AJ34              | 6 de gener de 2006     | Catalina             | CSS                  |
| 333566         | 2006 AY74              | 6 de gener de 2006     | Anderson Mesa        | LONEOS               |
| 333567         | 2006 BN8               | 22 de gener de 2006    | Anderson Mesa        | LONEOS               |
| 333568         | 2006 BL30              | 20 de gener de 2006    | Kitt Peak            | Spacewatch           |
| 333569         | 2006 BY154             | 25 de gener de 2006    | Kitt Peak            | Spacewatch           |
| 333570         | 2006 BO157             | 25 de gener de 2006    | Kitt Peak            | Spacewatch           |
| 333571         | 2006 BV179             | 27 de gener de 2006    | Mount Lemmon         | Mt. Lemmon Survey    |
| 333572         | 2006 DO189             | 27 de febrer de 2006   | Kitt Peak            | Spacewatch           |
| 333573         | 2006 HY69              | 24 d'abril de 2006     | Kitt Peak            | Spacewatch           |
| 333574         | 2006 HO104             | 30 d'abril de 2006     | Kitt Peak            | Spacewatch           |
| 333575         | 2006 JU34              | 4 de maig de 2006      | Kitt Peak            | Spacewatch           |
| 333576         | 2006 JE47              | 10 de maig de 2006     | Palomar              | NEAT                 |
| 333577         | 2006 KQ62              | 22 de maig de 2006     | Kitt Peak            | Spacewatch           |
| 333578         | 2006 KM103             | 31 de maig de 2006     | Mount Lemmon         | Mt. Lemmon Survey    |
| 333579         | 2006 SO174             | 17 de setembre de 2006 | Catalina             | CSS                  |
| 333580         | 2006 SQ315             | 10 de març de 2005     | Anderson Mesa        | LONEOS               |
| 333581         | 2006 WT34              | 16 de novembre de 2006 | Kitt Peak            | Spacewatch           |
| 333582         | 2006 WK144             | 20 de novembre de 2006 | Kitt Peak            | Spacewatch           |
| 333583         | 2006 XE27              | 12 de desembre de 2006 | Kitt Peak            | Spacewatch           |
| 333584         | 2006 XJ69              | 11 de desembre de 2006 | Kitt Peak            | Spacewatch           |
| 333585         | 2006 YB1               | 16 de desembre de 2006 | Kitt Peak            | Spacewatch           |
| 333586         | 2007 AS26              | 8 de gener de 2007     | Mount Lemmon         | Mt. Lemmon Survey    |
| 333587         | 2007 BS16              | 17 de gener de 2007    | Kitt Peak            | Spacewatch           |
| 333588         | 2007 BL33              | 24 de gener de 2007    | Mount Lemmon         | Mt. Lemmon Survey    |
| 333589         | 2007 CR9               | 6 de febrer de 2007    | Palomar              | NEAT                 |
| 333590         | 2007 CU26              | 9 de febrer de 2007    | Altschwendt          | W. Ries              |
| 333591         | 2007 CM29              | 6 de febrer de 2007    | Mount Lemmon         | Mt. Lemmon Survey    |
| 333592         | 2007 CP64              | 9 de febrer de 2007    | Kitt Peak            | Spacewatch           |
| 333593         | 2007 DQ109             | 17 de febrer de 2007   | Kitt Peak            | Spacewatch           |
| 333594         | 2007 EW17              | 9 de març de 2007      | Mount Lemmon         | Mt. Lemmon Survey    |
| 333595         | 2007 ER96              | 10 de març de 2007     | Mount Lemmon         | Mt. Lemmon Survey    |
| 333596         | 2007 EP99              | 11 de març de 2007     | Kitt Peak            | Spacewatch           |
| 333597         | 2007 FU16              | 20 de març de 2007     | Mount Lemmon         | Mt. Lemmon Survey    |
| 333598         | 2007 FQ20              | 11 de març de 2007     | Anderson Mesa        | LONEOS               |
| 333599         | 2007 GH                | 7 d'abril de 2007      | Catalina             | CSS                  |
| 333600         | 2007 GB7               | 7 d'abril de 2007      | Mount Lemmon         | Mt. Lemmon Survey    |

## 333601-333700
| Nom          | Designació provisional | Data de descobriment   | Lloc de descobriment | Descobridor/s         |
| ------------ | ---------------------- | ---------------------- | -------------------- | --------------------- |
| 333601       | 2007 GG18              | 11 d'abril de 2007     | Catalina             | CSS                   |
| 333602       | 2007 GA27              | 14 d'abril de 2007     | Kitt Peak            | Spacewatch            |
| 333603       | 2007 GW34              | 14 d'abril de 2007     | Kitt Peak            | Spacewatch            |
| 333604       | 2007 GS44              | 14 d'abril de 2007     | Kitt Peak            | Spacewatch            |
| 333605       | 2007 HX81              | 5 de desembre de 2005  | Mount Lemmon         | Mt. Lemmon Survey     |
| 333606       | 2007 JW35              | 10 de maig de 2007     | Anderson Mesa        | LONEOS                |
| 333607       | 2007 LY                | 9 de juny de 2007      | Vicques              | M. Ory                |
| 333608       | 2007 LA3               | 10 de maig de 2007     | Mount Lemmon         | Mt. Lemmon Survey     |
| 333609       | 2007 LR11              | 9 de juny de 2007      | Kitt Peak            | Spacewatch            |
| 333610       | 2007 PT24              | 12 d'agost de 2007     | Socorro              | LINEAR                |
| 333611       | 2007 QC16              | 23 d'agost de 2007     | Siding Spring        | Siding Spring Survey  |
| 333612       | 2007 RB11              | 5 de setembre de 2007  | Siding Spring        | K. Sarneczky, L. Kiss |
| 333613       | 2007 RW227             | 10 de setembre de 2007 | Mount Lemmon         | Mt. Lemmon Survey     |
| 333614       | 2007 RN247             | 13 de setembre de 2007 | Mount Lemmon         | Mt. Lemmon Survey     |
| 333615       | 2007 SD1               | 19 de setembre de 2007 | Mayhill              | A. Lowe               |
| 333616       | 2007 TX19              | 6 d'octubre de 2007    | Socorro              | LINEAR                |
| 333617       | 2007 TX82              | 8 d'octubre de 2007    | Catalina             | CSS                   |
| 333618       | 2007 TJ325             | 11 d'octubre de 2007   | Kitt Peak            | Spacewatch            |
| 333619       | 2007 TP374             | 9 de setembre de 2007  | Kitt Peak            | Spacewatch            |
| 333620       | 2007 TP393             | 14 d'octubre de 2007   | Catalina             | CSS                   |
| 333621       | 2007 VS1               | 2 de novembre de 2007  | Socorro              | LINEAR                |
| 333622       | 2007 VZ4               | 2 de novembre de 2007  | Tiki                 | N. Teamo              |
| 333623       | 2007 VD5               | 3 de novembre de 2007  | Dauban               | Chante-Perdrix        |
| 333624       | 2007 VW93              | 6 de novembre de 2007  | Needville            | Needville             |
| 333625       | 2007 VB111             | 3 de novembre de 2007  | Kitt Peak            | Spacewatch            |
| 333626       | 2008 AT10              | 10 de gener de 2008    | Mount Lemmon         | Mt. Lemmon Survey     |
| 333627       | 2008 ED43              | 4 de març de 2008      | Mount Lemmon         | Mt. Lemmon Survey     |
| 333628       | 2008 EQ88              | 7 de març de 2008      | Socorro              | LINEAR                |
| 333629       | 2008 EF168             | 10 de març de 2008     | Kitt Peak            | Spacewatch            |
| 333630       | 2008 FX15              | 26 de març de 2008     | Kitt Peak            | Spacewatch            |
| 333631       | 2008 GN50              | 5 d'abril de 2008      | Mount Lemmon         | Mt. Lemmon Survey     |
| 333632       | 2008 GH52              | 5 d'abril de 2008      | Mount Lemmon         | Mt. Lemmon Survey     |
| 333633       | 2008 GR97              | 8 d'abril de 2008      | Kitt Peak            | Spacewatch            |
| 333634       | 2008 GG128             | 9 d'abril de 2008      | Catalina             | CSS                   |
| 333635       | 2008 KT39              | 31 de maig de 2008     | Kitt Peak            | Spacewatch            |
| 333636       | 2008 QF7               | 26 d'agost de 2008     | Pises                | Pises                 |
| 333637       | 2008 QZ10              | 26 d'agost de 2008     | La Sagra             | La Sagra              |
| 333638       | 2008 QL11              | 26 d'agost de 2008     | Dauban               | F. Kugel              |
| 333639 Yaima | 2008 QL16              | 21 d'agost de 2008     | Ishigakijima         | Ishigakijima          |
| 333640       | 2008 QB22              | 26 d'agost de 2008     | Socorro              | LINEAR                |
| 333641       | 2008 QH22              | 26 d'agost de 2008     | Socorro              | LINEAR                |
| 333642       | 2008 QC29              | 30 d'agost de 2008     | Socorro              | LINEAR                |
| 333643       | 2008 QM32              | 30 d'agost de 2008     | Socorro              | LINEAR                |
| 333644       | 2008 QZ37              | 23 d'agost de 2008     | Kitt Peak            | Spacewatch            |
| 333645       | 2008 RM2               | 2 de setembre de 2008  | Kitt Peak            | Spacewatch            |
| 333646       | 2008 RT16              | 4 de setembre de 2008  | Kitt Peak            | Spacewatch            |
| 333647       | 2008 RB74              | 6 de setembre de 2008  | Catalina             | CSS                   |
| 333648       | 2008 RJ107             | 7 de setembre de 2008  | Catalina             | CSS                   |
| 333649       | 2008 RG117             | 9 de setembre de 2008  | Catalina             | CSS                   |
| 333650       | 2008 SG5               | 22 de setembre de 2008 | Socorro              | LINEAR                |
| 333651       | 2008 SV6               | 31 de gener de 2006    | Kitt Peak            | Spacewatch            |
| 333652       | 2008 SP12              | 20 de setembre de 2008 | Mount Lemmon         | Mt. Lemmon Survey     |
| 333653       | 2008 SN29              | 19 de setembre de 2008 | Kitt Peak            | Spacewatch            |
| 333654       | 2008 SK43              | 10 de març de 2007     | Kitt Peak            | Spacewatch            |
| 333655       | 2008 SU51              | 20 de setembre de 2008 | Mount Lemmon         | Mt. Lemmon Survey     |
| 333656       | 2008 SE60              | 20 de setembre de 2008 | Mount Lemmon         | Mt. Lemmon Survey     |
| 333657       | 2008 SS60              | 20 de setembre de 2008 | Mount Lemmon         | Mt. Lemmon Survey     |
| 333658       | 2008 SJ74              | 23 de setembre de 2008 | Catalina             | CSS                   |
| 333659       | 2008 SD146             | 5 de setembre de 2008  | Kitt Peak            | Spacewatch            |
| 333660       | 2008 ST161             | 28 de setembre de 2008 | Socorro              | LINEAR                |
| 333661       | 2008 SU163             | 28 de setembre de 2008 | Socorro              | LINEAR                |
| 333662       | 2008 SB174             | 22 de setembre de 2008 | Catalina             | CSS                   |
| 333663       | 2008 SZ240             | 29 de setembre de 2008 | Catalina             | CSS                   |
| 333664       | 2008 ST244             | 29 de setembre de 2008 | Catalina             | CSS                   |
| 333665       | 2008 SB249             | 21 de setembre de 2008 | Catalina             | CSS                   |
| 333666       | 2008 SR282             | 24 de setembre de 2008 | Catalina             | CSS                   |
| 333667       | 2008 SQ284             | 24 de setembre de 2008 | Kitt Peak            | Spacewatch            |
| 333668       | 2008 SK291             | 22 de setembre de 2008 | Catalina             | CSS                   |
| 333669       | 2008 SC295             | 23 de setembre de 2008 | Catalina             | CSS                   |
| 333670       | 2008 SC302             | 23 de setembre de 2008 | Mount Lemmon         | Mt. Lemmon Survey     |
| 333671       | 2008 SG306             | 28 de setembre de 2008 | Catalina             | CSS                   |
| 333672       | 2008 TE29              | 1 d'octubre de 2008    | Mount Lemmon         | Mt. Lemmon Survey     |
| 333673       | 2008 TG29              | 1 d'octubre de 2008    | Goodricke-Pigott     | R. A. Tucker          |
| 333674       | 2008 TC52              | 2 d'octubre de 2008    | Kitt Peak            | Spacewatch            |
| 333675       | 2008 TK80              | 2 d'octubre de 2008    | Mount Lemmon         | Mt. Lemmon Survey     |
| 333676       | 2008 TG121             | 7 d'octubre de 2008    | Mount Lemmon         | Mt. Lemmon Survey     |
| 333677       | 2008 TK128             | 8 d'octubre de 2008    | Catalina             | CSS                   |
| 333678       | 2008 TT129             | 8 d'octubre de 2008    | Mount Lemmon         | Mt. Lemmon Survey     |
| 333679       | 2008 TF163             | 1 d'octubre de 2008    | Catalina             | CSS                   |
| 333680       | 2008 TV172             | 6 d'octubre de 2008    | Catalina             | CSS                   |
| 333681       | 2008 TT174             | 7 d'octubre de 2008    | Mount Lemmon         | Mt. Lemmon Survey     |
| 333682       | 2008 TK181             | 8 d'octubre de 2008    | Catalina             | CSS                   |
| 333683       | 2008 TL181             | 9 d'octubre de 2008    | Catalina             | CSS                   |
| 333684       | 2008 UJ27              | 20 d'octubre de 2008   | Kitt Peak            | Spacewatch            |
| 333685       | 2008 UU90              | 20 d'octubre de 2008   | Kitt Peak            | Spacewatch            |
| 333686       | 2008 UC92              | 28 d'octubre de 2008   | Mount Lemmon         | Mt. Lemmon Survey     |
| 333687       | 2008 UU93              | 25 d'octubre de 2008   | Socorro              | LINEAR                |
| 333688       | 2008 UU108             | 21 d'octubre de 2008   | Kitt Peak            | Spacewatch            |
| 333689       | 2008 UG121             | 22 d'octubre de 2008   | Kitt Peak            | Spacewatch            |
| 333690       | 2008 UC170             | 23 de setembre de 2008 | Kitt Peak            | Spacewatch            |
| 333691       | 2008 UE176             | 24 d'octubre de 2008   | Mount Lemmon         | Mt. Lemmon Survey     |
| 333692       | 2008 UN182             | 24 d'octubre de 2008   | Mount Lemmon         | Mt. Lemmon Survey     |
| 333693       | 2008 UG217             | 9 d'octubre de 2008    | Mount Lemmon         | Mt. Lemmon Survey     |
| 333694       | 2008 UM241             | 1 d'octubre de 2008    | Catalina             | CSS                   |
| 333695       | 2008 UL280             | 28 d'octubre de 2008   | Catalina             | CSS                   |
| 333696       | 2008 UG315             | 30 d'octubre de 2008   | Kitt Peak            | Spacewatch            |
| 333697       | 2008 UG364             | 27 d'octubre de 2008   | Catalina             | CSS                   |
| 333698       | 2008 VM19              | 1 de novembre de 2008  | Catalina             | CSS                   |
| 333699       | 2008 WU7               | 17 de novembre de 2008 | Kitt Peak            | Spacewatch            |
| 333700       | 2008 WP18              | 17 de novembre de 2008 | Kitt Peak            | Spacewatch            |

## 333701-333800
| Nom                | Designació provisional | Data de descobriment   | Lloc de descobriment | Descobridor/s             |
| ------------------ | ---------------------- | ---------------------- | -------------------- | ------------------------- |
| 333701             | 2008 WK59              | 18 de novembre de 2008 | Socorro              | LINEAR                    |
| 333702             | 2008 WK98              | 24 de novembre de 2008 | Mount Lemmon         | Mt. Lemmon Survey         |
| 333703             | 2008 WB141             | 1 de novembre de 2008  | Mount Lemmon         | Mt. Lemmon Survey         |
| 333704             | 2008 XZ2               | 1 de desembre de 2008  | Dauban               | F. Kugel                  |
| 333705             | 2008 XL14              | 1 de desembre de 2008  | Kitt Peak            | Spacewatch                |
| 333706             | 2008 XQ46              | 5 de desembre de 2008  | Kitt Peak            | Spacewatch                |
| 333707             | 2008 YT30              | 31 de desembre de 2008 | Kitt Peak            | Spacewatch                |
| 333708             | 2008 YZ58              | 30 de desembre de 2008 | Kitt Peak            | Spacewatch                |
| 333709             | 2008 YD122             | 30 de desembre de 2008 | Kitt Peak            | Spacewatch                |
| 333710             | 2009 AX5               | 1 de gener de 2009     | Kitt Peak            | Spacewatch                |
| 333711             | 2009 BT3               | 18 de gener de 2009    | Socorro              | LINEAR                    |
| 333712             | 2009 DW16              | 18 de febrer de 2009   | La Sagra             | La Sagra                  |
| 333713             | 2009 DJ138             | 20 de febrer de 2009   | Kitt Peak            | Spacewatch                |
| 333714             | 2009 QN57              | 20 d'agost de 2009     | Kitt Peak            | Spacewatch                |
| 333715             | 2009 RD10              | 12 de setembre de 2009 | Kitt Peak            | Spacewatch                |
| 333716             | 2009 RG52              | 15 de setembre de 2009 | Kitt Peak            | Spacewatch                |
| 333717 Alexgreaves | 2009 SE41              | 16 de setembre de 2009 | Mayhill              | N. Falla                  |
| 333718             | 2009 SZ59              | 17 de setembre de 2009 | Kitt Peak            | Spacewatch                |
| 333719             | 2009 SC117             | 18 de setembre de 2009 | Kitt Peak            | Spacewatch                |
| 333720             | 2009 SR148             | 19 de setembre de 2009 | Moletai              | K. Cernis, J. Zdanavicius |
| 333721             | 2009 SG310             | 18 de setembre de 2009 | Kitt Peak            | Spacewatch                |
| 333722             | 2009 SX325             | 27 de setembre de 2009 | Mount Lemmon         | Mt. Lemmon Survey         |
| 333723             | 2009 TT22              | 14 d'octubre de 2009   | La Sagra             | La Sagra                  |
| 333724             | 2009 TG35              | 14 d'octubre de 2009   | La Sagra             | La Sagra                  |
| 333725             | 2009 TX39              | 14 d'octubre de 2009   | La Sagra             | La Sagra                  |
| 333726             | 2009 US14              | 19 d'octubre de 2009   | Dauban               | F. Kugel                  |
| 333727             | 2009 UM59              | 14 d'abril de 2005     | Kitt Peak            | Spacewatch                |
| 333728             | 2009 UQ87              | 23 de setembre de 2009 | Mount Lemmon         | Mt. Lemmon Survey         |
| 333729             | 2009 UJ106             | 21 d'octubre de 2009   | Mount Lemmon         | Mt. Lemmon Survey         |
| 333730             | 2009 UN110             | 23 d'octubre de 2009   | Kitt Peak            | Spacewatch                |
| 333731             | 2009 VF31              | 9 de novembre de 2009  | Mount Lemmon         | Mt. Lemmon Survey         |
| 333732             | 2009 VN41              | 9 de novembre de 2009  | Catalina             | CSS                       |
| 333733             | 2009 VV71              | 11 de novembre de 2009 | Kitt Peak            | Spacewatch                |
| 333734             | 2009 VS107             | 8 de novembre de 2009  | Mount Lemmon         | Mt. Lemmon Survey         |
| 333735             | 2009 VB110             | 9 de novembre de 2009  | Mount Lemmon         | Mt. Lemmon Survey         |
| 333736             | 2009 WX40              | 17 de novembre de 2009 | Kitt Peak            | Spacewatch                |
| 333737             | 2009 WM100             | 21 de novembre de 2009 | Mount Lemmon         | Mt. Lemmon Survey         |
| 333738             | 2009 WE170             | 22 de novembre de 2009 | Kitt Peak            | Spacewatch                |
| 333739             | 2009 WO180             | 23 de novembre de 2009 | Kitt Peak            | Spacewatch                |
| 333740             | 2009 XB                | 5 de desembre de 2009  | Pla D'Arguines       | R. Ferrando               |
| 333741             | 2009 XM5               | 2 de maig de 2003      | Kitt Peak            | Spacewatch                |
| 333742             | 2009 XT16              | 15 de desembre de 2009 | Mount Lemmon         | Mt. Lemmon Survey         |
| 333743             | 2009 YQ5               | 17 de desembre de 2009 | Mount Lemmon         | Mt. Lemmon Survey         |
| 333744             | 2009 YW6               | 20 de desembre de 2009 | SM Montmagastrel     | SM Montmagastrell         |
| 333745             | 2010 AP41              | 19 de desembre de 2009 | Kitt Peak            | Spacewatch                |
| 333746             | 2010 AJ46              | 1 d'octubre de 2008    | Mount Lemmon         | Mt. Lemmon Survey         |
| 333747             | 2010 AM74              | 13 de gener de 2010    | Socorro              | LINEAR                    |
| 333748             | 2010 AF75              | 18 de desembre de 2009 | Kitt Peak            | Spacewatch                |
| 333749             | 2010 AT80              | 7 de gener de 2010     | Kitt Peak            | Spacewatch                |
| 333750             | 2010 BB2               | 17 de gener de 2010    | Dauban               | F. Kugel                  |
| 333751             | 2010 EL2               | 3 de març de 2010      | Nazaret              | G. Muler                  |
| 333752             | 2010 EM43              | 4 de març de 2005      | Mount Lemmon         | Mt. Lemmon Survey         |
| 333753             | 2010 FH57              | 18 de març de 2010     | Mount Lemmon         | Mt. Lemmon Survey         |
| 333754             | 2010 UZ65              | 6 d'octubre de 2005    | Mount Lemmon         | Mt. Lemmon Survey         |
| 333755             | 2010 VC1               | 2 de novembre de 2010  | Catalina             | CSS                       |
| 333756             | 2011 AK42              | 10 d'abril de 2002     | Socorro              | LINEAR                    |
| 333757             | 2011 AE49              | 15 de setembre de 2007 | Catalina             | CSS                       |
| 333758             | 2011 BD75              | 21 de setembre de 2001 | Socorro              | LINEAR                    |
| 333759             | 2011 BT78              | 9 de gener de 2007     | Kitt Peak            | Spacewatch                |
| 333760             | 2011 BS83              | 13 de març de 2007     | Lulin                | C.-S. Lin, Q.-z. Ye       |
| 333761             | 2011 BV99              | 29 d'agost de 2005     | Kitt Peak            | Spacewatch                |
| 333762             | 2011 CM31              | 12 de febrer de 2004   | Kitt Peak            | Spacewatch                |
| 333763             | 2011 CF36              | 2 de gener de 1998     | Kitt Peak            | Spacewatch                |
| 333764             | 2011 CV41              | 27 de gener de 2007    | Mount Lemmon         | Mt. Lemmon Survey         |
| 333765             | 2011 CA47              | 28 de desembre de 2005 | Kitt Peak            | Spacewatch                |
| 333766             | 2011 CH82              | 29 de juny de 2005     | Palomar              | NEAT                      |
| 333767             | 2011 DH6               | 31 de gener de 1997    | Kitt Peak            | Spacewatch                |
| 333768             | 2011 ER                | 4 de juliol de 2005    | Palomar              | NEAT                      |
| 333769             | 2011 EN7               | 1 de desembre de 2005  | Kitt Peak            | M. W. Buie                |
| 333770             | 2011 EA26              | 15 de maig de 2007     | La Sagra             | La Sagra                  |
| 333771             | 2011 EP30              | 16 de novembre de 2006 | Mount Lemmon         | Mt. Lemmon Survey         |
| 333772             | 2011 EG43              | 23 d'octubre de 2003   | Kitt Peak            | Spacewatch                |
| 333773             | 2011 EP50              | 19 de febrer de 2010   | Mount Lemmon         | Mt. Lemmon Survey         |
| 333774             | 2011 EJ53              | 18 d'octubre de 2003   | Anderson Mesa        | LONEOS                    |
| 333775             | 2011 EJ65              | 27 de gener de 2006    | Mount Lemmon         | Mt. Lemmon Survey         |
| 333776             | 2011 ER65              | 23 d'octubre de 2003   | Kitt Peak            | Spacewatch                |
| 333777             | 2011 EL82              | 10 de novembre de 2005 | Kitt Peak            | Spacewatch                |
| 333778             | 2011 FP6               | 25 d'abril de 2007     | Kitt Peak            | Spacewatch                |
| 333779             | 2011 FK12              | 5 de setembre de 2000  | Kitt Peak            | Spacewatch                |
| 333780             | 2011 FK35              | 29 de maig de 2008     | Mount Lemmon         | Mt. Lemmon Survey         |
| 333781             | 2011 FO66              | 27 de setembre de 2003 | Kitt Peak            | Spacewatch                |
| 333782             | 2011 FH83              | 8 de desembre de 2005  | Kitt Peak            | Spacewatch                |
| 333783             | 2011 FP100             | 6 de gener de 2006     | Catalina             | CSS                       |
| 333784             | 2011 FM123             | 27 de juny de 2008     | Siding Spring        | Siding Spring Survey      |
| 333785             | 2011 FV133             | 4 de setembre de 2008  | Kitt Peak            | Spacewatch                |
| 333786             | 2011 FZ146             | 11 de setembre de 2001 | Anderson Mesa        | LONEOS                    |
| 333787             | 2011 GZ21              | 15 d'abril de 1994     | Kitt Peak            | Spacewatch                |
| 333788             | 2011 GZ64              | 9 de març de 2002      | Anderson Mesa        | LONEOS                    |
| 333789             | 2011 GF67              | 28 de febrer de 2006   | Catalina             | CSS                       |
| 333790             | 2011 GJ75              | 12 de juny de 2007     | Kitt Peak            | Spacewatch                |
| 333791             | 2011 GK82              | 22 de setembre de 2008 | Socorro              | LINEAR                    |
| 333792             | 2011 GS82              | 13 d'abril de 2002     | Palomar              | NEAT                      |
| 333793             | 2011 GF84              | 5 de març de 2002      | Apache Point         | Sloan Digital Sky Survey  |
| 333794             | 2011 HT4               | 27 d'octubre de 2008   | Mount Lemmon         | Mt. Lemmon Survey         |
| 333795             | 2011 HE10              | 11 de gener de 2010    | Kitt Peak            | Spacewatch                |
| 333796             | 2011 HX24              | 17 de gener de 2004    | Kitt Peak            | Spacewatch                |
| 333797             | 2011 HY33              | 28 de desembre de 2003 | Kitt Peak            | Spacewatch                |
| 333798             | 2011 HF34              | 22 d'agost de 2001     | Kitt Peak            | Spacewatch                |
| 333799             | 2011 HE48              | 23 de maig de 2006     | Kitt Peak            | Spacewatch                |
| 333800             | 2011 HO48              | 20 de setembre de 2007 | Kitt Peak            | Spacewatch                |

## 333801-333900
| Nom    | Designació provisional | Data de descobriment   | Lloc de descobriment | Descobridor/s                                          |
| ------ | ---------------------- | ---------------------- | -------------------- | ------------------------------------------------------ |
| 333801 | 2011 HG60              | 20 de setembre de 2001 | Socorro              | LINEAR                                                 |
| 333802 | 2011 HY75              | 15 de setembre de 2007 | Mount Lemmon         | Mt. Lemmon Survey                                      |
| 333803 | 2011 HJ99              | 12 de setembre de 2007 | Mount Lemmon         | Mt. Lemmon Survey                                      |
| 333804 | 2011 HE100             | 12 de setembre de 2005 | Kitt Peak            | Spacewatch                                             |
| 333805 | 2011 HN100             | 7 de gener de 2006     | Kitt Peak            | Spacewatch                                             |
| 333806 | 2011 JY                | 3 de febrer de 2000    | Socorro              | LINEAR                                                 |
| 333807 | 2011 JX6               | 14 de setembre de 2007 | Catalina             | CSS                                                    |
| 333808 | 2011 JZ17              | 26 de novembre de 1995 | Xinglong             | Beijing Schmidt CCD Asteroid Program                   |
| 333809 | 2011 SJ164             | 19 d'octubre de 2000   | Kitt Peak            | Spacewatch                                             |
| 333810 | 2011 UB156             | 1 de novembre de 2007  | Kitt Peak            | Spacewatch                                             |
| 333811 | 2011 WA64              | 28 de setembre de 2006 | Kitt Peak            | Spacewatch                                             |
| 333812 | 2012 BS132             | 1 d'abril de 2004      | Siding Spring        | Siding Spring Survey                                   |
| 333813 | 2012 CV14              | 29 de gener de 1995    | Kitt Peak            | Spacewatch                                             |
| 333814 | 2012 EU10              | 6 d'octubre de 2004    | Kitt Peak            | Spacewatch                                             |
| 333815 | 2012 FD27              | 9 d'agost de 2002      | Cerro Tololo         | M. W. Buie                                             |
| 333816 | 2012 FZ38              | 31 d'agost de 2005     | Kitt Peak            | Spacewatch                                             |
| 333817 | 2012 FN39              | 29 de gener de 1995    | Kitt Peak            | Spacewatch                                             |
| 333818 | 2012 GG28              | 23 d'abril de 1996     | Kitt Peak            | Spacewatch                                             |
| 333819 | 2012 HR21              | 9 de març de 2003      | Anderson Mesa        | LONEOS                                                 |
| 333820 | 2012 HK39              | 21 de febrer de 2003   | Palomar              | NEAT                                                   |
| 333821 | 2012 HJ49              | 24 d'octubre de 2005   | Mauna Kea            | A. Boattini                                            |
| 333822 | 2012 HO57              | 28 d'abril de 2008     | Mount Lemmon         | Mt. Lemmon Survey                                      |
| 333823 | 2012 HX61              | 26 de març de 1995     | Kitt Peak            | Spacewatch                                             |
| 333824 | 2012 HM62              | 5 de febrer de 2000    | Kitt Peak            | Spacewatch                                             |
| 333825 | 2012 HZ70              | 3 de maig de 2008      | Kitt Peak            | Spacewatch                                             |
| 333826 | 2012 HF78              | 3 d'octubre de 1997    | Caussols             | ODAS                                                   |
| 333827 | 2012 JR22              | 15 d'octubre de 2004   | Kitt Peak            | Spacewatch                                             |
| 333828 | 2012 JM24              | 22 de novembre de 2006 | Kitt Peak            | Spacewatch                                             |
| 333829 | 2012 JO24              | 25 de maig de 2007     | Mount Lemmon         | Mt. Lemmon Survey                                      |
| 333830 | 2012 JB25              | 16 de setembre de 2009 | Kitt Peak            | Spacewatch                                             |
| 333831 | 2012 JF46              | 8 de maig de 1999      | Socorro              | CSS                                                    |
| 333832 | 2012 JL46              | 13 de maig de 1996     | Kitt Peak            | Spacewatch                                             |
| 333833 | 2012 JJ66              | 27 de novembre de 2000 | Kitt Peak            | Spacewatch                                             |
| 333834 | 2012 KZ10              | 23 de maig de 2001     | Apache Point         | Sloan Digital Sky Survey                               |
| 333835 | 2012 KU28              | 11 de desembre de 2004 | Kitt Peak            | Spacewatch                                             |
| 333836 | 2012 KN50              | 14 de juliol de 2004   | Socorro              | LINEAR                                                 |
| 333837 | 2012 LU11              | 13 de desembre de 1999 | Kitt Peak            | Spacewatch                                             |
| 333838 | 2012 LL24              | 19 de desembre de 2003 | Kitt Peak            | Spacewatch                                             |
| 333839 | 2012 MX5               | 2 de juny de 2002      | Palomar              | NEAT                                                   |
| 333840 | 2012 MT6               | 18 de setembre de 2004 | Socorro              | LINEAR                                                 |
| 333841 | 1121 T-3               | 17 d'octubre de 1977   | Palomar              | C. J. van Houten, I. van Houten-Groeneveld, T. Gehrels |
| 333842 | 1960 SV                | 24 de setembre de 1960 | Palomar              | L. D. Schmadel, R. Stoss                               |
| 333843 | 1990 SH4               | 17 de setembre de 1990 | Kitt Peak            | Spacewatch                                             |
| 333844 | 1990 WQ                | 18 de novembre de 1990 | La Silla             | E. W. Elst                                             |
| 333845 | 1991 TD10              | 10 d'octubre de 1991   | Kitt Peak            | Spacewatch                                             |
| 333846 | 1992 SL11              | 28 de setembre de 1992 | Kitt Peak            | Spacewatch                                             |
| 333847 | 1993 YB                | 16 de desembre de 1993 | Kitt Peak            | Spacewatch                                             |
| 333848 | 1994 SN1               | 27 de setembre de 1994 | Kitt Peak            | Spacewatch                                             |
| 333849 | 1994 UE9               | 28 d'octubre de 1994   | Kitt Peak            | Spacewatch                                             |
| 333850 | 1995 CH5               | 1 de febrer de 1995    | Kitt Peak            | Spacewatch                                             |
| 333851 | 1995 FA6               | 23 de març de 1995     | Kitt Peak            | Spacewatch                                             |
| 333852 | 1995 FK15              | 27 de març de 1995     | Kitt Peak            | Spacewatch                                             |
| 333853 | 1995 SV8               | 17 de setembre de 1995 | Kitt Peak            | Spacewatch                                             |
| 333854 | 1995 SE12              | 18 de setembre de 1995 | Kitt Peak            | Spacewatch                                             |
| 333855 | 1995 SD37              | 24 de setembre de 1995 | Kitt Peak            | Spacewatch                                             |
| 333856 | 1995 SL63              | 25 de setembre de 1995 | Kitt Peak            | Spacewatch                                             |
| 333857 | 1995 SY64              | 19 de setembre de 1995 | Kitt Peak            | Spacewatch                                             |
| 333858 | 1995 SW69              | 19 de setembre de 1995 | Kitt Peak            | Spacewatch                                             |
| 333859 | 1995 TB11              | 15 d'octubre de 1995   | Kitt Peak            | Spacewatch                                             |
| 333860 | 1995 UM40              | 23 d'octubre de 1995   | Kitt Peak            | Spacewatch                                             |
| 333861 | 1995 UV40              | 23 d'octubre de 1995   | Kitt Peak            | Spacewatch                                             |
| 333862 | 1995 WF1               | 16 de novembre de 1995 | Kuma Kogen           | A. Nakamura                                            |
| 333863 | 1995 WK14              | 16 de novembre de 1995 | Kitt Peak            | Spacewatch                                             |
| 333864 | 1996 AT6               | 12 de gener de 1996    | Kitt Peak            | Spacewatch                                             |
| 333865 | 1996 AM19              | 15 de gener de 1996    | Kitt Peak            | Spacewatch                                             |
| 333866 | 1996 EZ6               | 11 de març de 1996     | Kitt Peak            | Spacewatch                                             |
| 333867 | 1996 RH8               | 6 de setembre de 1996  | Kitt Peak            | Spacewatch                                             |
| 333868 | 1996 TA16              | 4 d'octubre de 1996    | Kitt Peak            | Spacewatch                                             |
| 333869 | 1996 TQ33              | 10 d'octubre de 1996   | Kitt Peak            | Spacewatch                                             |
| 333870 | 1997 ES12              | 3 de març de 1997      | Kitt Peak            | Spacewatch                                             |
| 333871 | 1997 EP31              | 10 de març de 1997     | Kitt Peak            | Spacewatch                                             |
| 333872 | 1997 HY2               | 28 d'abril de 1997     | Kitt Peak            | Spacewatch                                             |
| 333873 | 1997 SN5               | 28 de setembre de 1997 | Needville            | Needville                                              |
| 333874 | 1997 SH23              | 29 de setembre de 1997 | Kitt Peak            | Spacewatch                                             |
| 333875 | 1997 SP23              | 29 de setembre de 1997 | Kitt Peak            | Spacewatch                                             |
| 333876 | 1997 SY27              | 30 de setembre de 1997 | Kitt Peak            | Spacewatch                                             |
| 333877 | 1997 TM9               | 2 d'octubre de 1997    | Kitt Peak            | Spacewatch                                             |
| 333878 | 1997 WF7               | 24 de novembre de 1997 | Kitt Peak            | Spacewatch                                             |
| 333879 | 1997 WG24              | 22 de novembre de 1997 | Kitt Peak            | Spacewatch                                             |
| 333880 | 1997 YV12              | 27 de desembre de 1997 | Kitt Peak            | Spacewatch                                             |
| 333881 | 1998 BX44              | 22 de gener de 1998    | Kitt Peak            | Spacewatch                                             |
| 333882 | 1998 HP10              | 17 d'abril de 1998     | Kitt Peak            | Spacewatch                                             |
| 333883 | 1998 HU30              | 20 d'abril de 1998     | Kitt Peak            | Spacewatch                                             |
| 333884 | 1998 HS50              | 29 d'abril de 1998     | Kitt Peak            | Spacewatch                                             |
| 333885 | 1998 QC74              | 24 d'agost de 1998     | Socorro              | LINEAR                                                 |
| 333886 | 1998 RN43              | 14 de setembre de 1998 | Socorro              | LINEAR                                                 |
| 333887 | 1998 RX50              | 14 de setembre de 1998 | Socorro              | LINEAR                                                 |
| 333888 | 1998 ST4               | 19 de setembre de 1998 | Socorro              | LINEAR                                                 |
| 333889 | 1998 SV4               | 19 de setembre de 1998 | Socorro              | LINEAR                                                 |
| 333890 | 1998 SK24              | 17 de setembre de 1998 | Anderson Mesa        | LONEOS                                                 |
| 333891 | 1998 SO46              | 25 de setembre de 1998 | Kitt Peak            | Spacewatch                                             |
| 333892 | 1998 SP51              | 27 de setembre de 1998 | Kitt Peak            | Spacewatch                                             |
| 333893 | 1998 SA53              | 30 de setembre de 1998 | Kitt Peak            | Spacewatch                                             |
| 333894 | 1998 SM85              | 26 de setembre de 1998 | Socorro              | LINEAR                                                 |
| 333895 | 1999 BV30              | 19 de gener de 1999    | Kitt Peak            | Spacewatch                                             |
| 333896 | 1999 BE33              | 22 de gener de 1999    | Kitt Peak            | Spacewatch                                             |
| 333897 | 1999 RF13              | 7 de setembre de 1999  | Socorro              | LINEAR                                                 |
| 333898 | 1999 RN16              | 7 de setembre de 1999  | Socorro              | LINEAR                                                 |
| 333899 | 1999 RQ21              | 7 de setembre de 1999  | Socorro              | LINEAR                                                 |
| 333900 | 1999 RG70              | 7 de setembre de 1999  | Socorro              | LINEAR                                                 |

## 333901-334000
| Nom    | Designació provisional | Data de descobriment   | Lloc de descobriment | Descobridor/s            |
| ------ | ---------------------- | ---------------------- | -------------------- | ------------------------ |
| 333901 | 1999 RX112             | 9 de setembre de 1999  | Socorro              | LINEAR                   |
| 333902 | 1999 RX124             | 13 de setembre de 1999 | Kitt Peak            | Spacewatch               |
| 333903 | 1999 RE127             | 9 de setembre de 1999  | Socorro              | LINEAR                   |
| 333904 | 1999 RR154             | 9 de setembre de 1999  | Socorro              | LINEAR                   |
| 333905 | 1999 RS191             | 11 de setembre de 1999 | Socorro              | LINEAR                   |
| 333906 | 1999 RP212             | 8 de setembre de 1999  | Socorro              | LINEAR                   |
| 333907 | 1999 TV2               | 2 d'octubre de 1999    | Kitt Peak            | Spacewatch               |
| 333908 | 1999 TN12              | 10 d'octubre de 1999   | Socorro              | LINEAR                   |
| 333909 | 1999 TU21              | 2 d'octubre de 1999    | Kitt Peak            | Spacewatch               |
| 333910 | 1999 TY43              | 3 d'octubre de 1999    | Kitt Peak            | Spacewatch               |
| 333911 | 1999 TH59              | 7 d'octubre de 1999    | Kitt Peak            | Spacewatch               |
| 333912 | 1999 TN65              | 8 d'octubre de 1999    | Kitt Peak            | Spacewatch               |
| 333913 | 1999 TR83              | 12 d'octubre de 1999   | Kitt Peak            | Spacewatch               |
| 333914 | 1999 TY107             | 4 d'octubre de 1999    | Socorro              | LINEAR                   |
| 333915 | 1999 TR115             | 4 d'octubre de 1999    | Socorro              | LINEAR                   |
| 333916 | 1999 TF117             | 4 d'octubre de 1999    | Socorro              | LINEAR                   |
| 333917 | 1999 TX117             | 4 d'octubre de 1999    | Socorro              | LINEAR                   |
| 333918 | 1999 TV134             | 6 d'octubre de 1999    | Socorro              | LINEAR                   |
| 333919 | 1999 TB157             | 9 d'octubre de 1999    | Socorro              | LINEAR                   |
| 333920 | 1999 TT158             | 9 d'octubre de 1999    | Socorro              | LINEAR                   |
| 333921 | 1999 TR159             | 9 d'octubre de 1999    | Socorro              | LINEAR                   |
| 333922 | 1999 TC176             | 10 d'octubre de 1999   | Socorro              | LINEAR                   |
| 333923 | 1999 TE250             | 9 d'octubre de 1999    | Catalina             | CSS                      |
| 333924 | 1999 TM263             | 6 d'octubre de 1999    | Socorro              | LINEAR                   |
| 333925 | 1999 TM265             | 3 d'octubre de 1999    | Socorro              | LINEAR                   |
| 333926 | 1999 TL297             | 2 d'octubre de 1999    | Kitt Peak            | Spacewatch               |
| 333927 | 1999 TK315             | 9 d'octubre de 1999    | Socorro              | LINEAR                   |
| 333928 | 1999 TP333             | 13 d'octubre de 1999   | Apache Point         | Sloan Digital Sky Survey |
| 333929 | 1999 UP2               | 16 d'octubre de 1999   | Siding Spring        | R. H. McNaught           |
| 333930 | 1999 US5               | 29 d'octubre de 1999   | Catalina             | CSS                      |
| 333931 | 1999 UM23              | 28 d'octubre de 1999   | Catalina             | CSS                      |
| 333932 | 1999 UE32              | 31 d'octubre de 1999   | Kitt Peak            | Spacewatch               |
| 333933 | 1999 VF18              | 2 de novembre de 1999  | Kitt Peak            | Spacewatch               |
| 333934 | 1999 VG27              | 3 de novembre de 1999  | Kitt Peak            | Spacewatch               |
| 333935 | 1999 VK63              | 4 de novembre de 1999  | Socorro              | LINEAR                   |
| 333936 | 1999 VC82              | 5 de novembre de 1999  | Socorro              | LINEAR                   |
| 333937 | 1999 VH103             | 9 de novembre de 1999  | Socorro              | LINEAR                   |
| 333938 | 1999 VR119             | 3 de novembre de 1999  | Kitt Peak            | Spacewatch               |
| 333939 | 1999 VZ120             | 4 de novembre de 1999  | Kitt Peak            | Spacewatch               |
| 333940 | 1999 VG124             | 6 de novembre de 1999  | Kitt Peak            | Spacewatch               |
| 333941 | 1999 VJ136             | 9 de novembre de 1999  | Socorro              | LINEAR                   |
| 333942 | 1999 VK143             | 14 de novembre de 1999 | Socorro              | LINEAR                   |
| 333943 | 1999 VO164             | 14 de novembre de 1999 | Socorro              | LINEAR                   |
| 333944 | 1999 VK180             | 6 de novembre de 1999  | Socorro              | LINEAR                   |
| 333945 | 1999 VU196             | 1 de novembre de 1999  | Catalina             | CSS                      |
| 333946 | 1999 VT209             | 12 de novembre de 1999 | Socorro              | LINEAR                   |
| 333947 | 1999 XA31              | 6 de desembre de 1999  | Socorro              | LINEAR                   |
| 333948 | 1999 XG135             | 6 de desembre de 1999  | Socorro              | LINEAR                   |
| 333949 | 1999 XM149             | 8 de desembre de 1999  | Kitt Peak            | Spacewatch               |
| 333950 | 1999 XJ251             | 9 de desembre de 1999  | Kitt Peak            | Spacewatch               |
| 333951 | 2000 AH57              | 4 de gener de 2000     | Socorro              | LINEAR                   |
| 333952 | 2000 AP215             | 7 de gener de 2000     | Kitt Peak            | Spacewatch               |
| 333953 | 2000 AF221             | 8 de gener de 2000     | Kitt Peak            | Spacewatch               |
| 333954 | 2000 AN221             | 8 de gener de 2000     | Kitt Peak            | Spacewatch               |
| 333955 | 2000 AL231             | 4 de gener de 2000     | Socorro              | LINEAR                   |
| 333956 | 2000 BW11              | 26 de gener de 2000    | Kitt Peak            | Spacewatch               |
| 333957 | 2000 CU71              | 1 de febrer de 2000    | Kitt Peak            | Spacewatch               |
| 333958 | 2000 CQ99              | 8 de febrer de 2000    | Kitt Peak            | Spacewatch               |
| 333959 | 2000 CW136             | 3 de febrer de 2000    | Kitt Peak            | Spacewatch               |
| 333960 | 2000 CJ142             | 4 de febrer de 2000    | Kitt Peak            | Spacewatch               |
| 333961 | 2000 EV14              | 3 de març de 2000      | Socorro              | LINEAR                   |
| 333962 | 2000 EL27              | 3 de març de 2000      | Socorro              | LINEAR                   |
| 333963 | 2000 EZ35              | 3 de març de 2000      | Socorro              | LINEAR                   |
| 333964 | 2000 EP86              | 8 de març de 2000      | Socorro              | LINEAR                   |
| 333965 | 2000 FW9               | 30 de març de 2000     | Kitt Peak            | Spacewatch               |
| 333966 | 2000 FF15              | 29 de març de 2000     | Socorro              | LINEAR                   |
| 333967 | 2000 FO48              | 29 de març de 2000     | Socorro              | LINEAR                   |
| 333968 | 2000 GW26              | 5 d'abril de 2000      | Socorro              | LINEAR                   |
| 333969 | 2000 GL122             | 8 d'abril de 2000      | Kitt Peak            | Spacewatch               |
| 333970 | 2000 GE130             | 5 d'abril de 2000      | Kitt Peak            | Spacewatch               |
| 333971 | 2000 HZ                | 24 d'abril de 2000     | Kitt Peak            | Spacewatch               |
| 333972 | 2000 HY36              | 28 d'abril de 2000     | Socorro              | LINEAR                   |
| 333973 | 2000 JY92              | 4 de maig de 2000      | Apache Point         | Sloan Digital Sky Survey |
| 333974 | 2000 KA5               | 27 de maig de 2000     | Socorro              | LINEAR                   |
| 333975 | 2000 LK7               | 6 de juny de 2000      | Kitt Peak            | Spacewatch               |
| 333976 | 2000 QA7               | 24 d'agost de 2000     | Socorro              | LINEAR                   |
| 333977 | 2000 QM170             | 31 d'agost de 2000     | Socorro              | LINEAR                   |
| 333978 | 2000 QS170             | 31 d'agost de 2000     | Socorro              | LINEAR                   |
| 333979 | 2000 QZ195             | 28 d'agost de 2000     | Socorro              | LINEAR                   |
| 333980 | 2000 RL12              | 1 de setembre de 2000  | Socorro              | LINEAR                   |
| 333981 | 2000 RF88              | 3 de setembre de 2000  | Socorro              | LINEAR                   |
| 333982 | 2000 SU9               | 23 de setembre de 2000 | Socorro              | LINEAR                   |
| 333983 | 2000 SW13              | 22 de setembre de 2000 | Socorro              | LINEAR                   |
| 333984 | 2000 SX27              | 23 de setembre de 2000 | Socorro              | LINEAR                   |
| 333985 | 2000 SR42              | 25 de setembre de 2000 | Haleakala            | NEAT                     |
| 333986 | 2000 SF66              | 24 de setembre de 2000 | Socorro              | LINEAR                   |
| 333987 | 2000 SP174             | 28 de setembre de 2000 | Socorro              | LINEAR                   |
| 333988 | 2000 SC180             | 28 de setembre de 2000 | Socorro              | LINEAR                   |
| 333989 | 2000 SJ194             | 24 de setembre de 2000 | Socorro              | LINEAR                   |
| 333990 | 2000 SF225             | 27 de setembre de 2000 | Socorro              | LINEAR                   |
| 333991 | 2000 SQ251             | 24 de setembre de 2000 | Socorro              | LINEAR                   |
| 333992 | 2000 SN262             | 25 de setembre de 2000 | Socorro              | LINEAR                   |
| 333993 | 2000 SU264             | 26 de setembre de 2000 | Socorro              | LINEAR                   |
| 333994 | 2000 SR295             | 27 de setembre de 2000 | Socorro              | LINEAR                   |
| 333995 | 2000 SB313             | 27 de setembre de 2000 | Socorro              | LINEAR                   |
| 333996 | 2000 SO347             | 22 de setembre de 2000 | Socorro              | LINEAR                   |
| 333997 | 2000 SU351             | 29 de setembre de 2000 | Anderson Mesa        | LONEOS                   |
| 333998 | 2000 SN362             | 19 de setembre de 2000 | Anderson Mesa        | LONEOS                   |
| 333999 | 2000 TJ9               | 1 d'octubre de 2000    | Socorro              | LINEAR                   |
| 334000 | 2000 TK30              | 2 d'octubre de 2000    | Kitt Peak            | Spacewatch               |